# Lista över fornlämningar i Alvesta kommun
Lista över fornlämningar i Alvesta kommun är en förteckning av ett urval av de fornlämningar som finns i Alvesta kommun.

## Aringsås
| Namn                          | Lämningstyp                 | Tillkomsttid | Historisk indelning | Plats | Läge                 | ID-nr          | Bild                                      |
| ----------------------------- | --------------------------- | ------------ | ------------------- | ----- | -------------------- | -------------- | ----------------------------------------- |
| Sm 1 (Aringsås 3:1)           | Runristning                 |              | Aringsås, Småland   |       | 56.901013, 14.566477 | 10069900030001 | Ladda upp en till bild av detta fornminne |
| Sm 3 (Aringsås 3:2)           | Runristning                 |              | Aringsås, Småland   |       | 56.901061, 14.566477 | 10069900030002 | Ladda upp en till bild av detta fornminne |
| Aringsås 4:1                  | Grav markerad av sten/block |              | Aringsås, Småland   |       | 56.901624, 14.566993 | 10069900040001 | Ladda upp en bild av detta fornminne      |
| Aringsås 5:1                  | Gravfält                    |              | Aringsås, Småland   |       | 56.902141, 14.567876 | 10069900050001 | Ladda upp en bild av detta fornminne      |
| Aringsås 6:1                  | Gravfält                    |              | Aringsås, Småland   |       | 56.897194, 14.549307 | 10069900060001 | Ladda upp en bild av detta fornminne      |
| Aringsås 8:1                  | Stensättning                |              | Aringsås, Småland   |       | 56.904286, 14.553431 | 10069900080001 | Ladda upp en bild av detta fornminne      |
| Aringsås 10:1                 | Gravfält                    |              | Aringsås, Småland   |       | 56.902011, 14.555874 | 10069900100001 | Ladda upp en bild av detta fornminne      |
| Aringsås 13:1                 | Röse                        |              | Aringsås, Småland   |       | 56.892907, 14.574393 | 10069900130001 | Ladda upp en bild av detta fornminne      |
| Aringsås 15:1                 | Stensättning                |              | Aringsås, Småland   |       | 56.885556, 14.545339 | 10069900150001 | Ladda upp en bild av detta fornminne      |
| Hallannäset (Aringsås 16:1)   | Gravfält                    |              | Aringsås, Småland   |       | 56.883614, 14.550870 | 10069900160001 | Ladda upp en bild av detta fornminne      |
| Aringsås 17:1                 | Hällristning                |              | Aringsås, Småland   |       | 56.883582, 14.548758 | 10069900170001 | Ladda upp en bild av detta fornminne      |
| Aringsås 17:2                 | Hällristning                |              | Aringsås, Småland   |       | 56.883735, 14.549027 | 10069900170002 | Ladda upp en bild av detta fornminne      |
| Aringsås 17:3                 | Hällristning                |              | Aringsås, Småland   |       | 56.883415, 14.549077 | 10069900170003 | Ladda upp en bild av detta fornminne      |
| Aringsås 18:1                 | Stensättning                |              | Aringsås, Småland   |       | 56.882545, 14.547520 | 10069900180001 | Ladda upp en bild av detta fornminne      |
| Aringsås 19:1                 | Stensättning                |              | Aringsås, Småland   |       | 56.878459, 14.550943 | 10069900190001 | Ladda upp en bild av detta fornminne      |
| Aringsås 20:1                 | Gravfält                    |              | Aringsås, Småland   |       | 56.877321, 14.550205 | 10069900200001 | Ladda upp en bild av detta fornminne      |
| Aringsås 23:1                 | Röse                        |              | Aringsås, Småland   |       | 56.867216, 14.550260 | 10069900230001 | Ladda upp en bild av detta fornminne      |
| Bruarör (Aringsås 24:1)       | Stenkammargrav              |              | Aringsås, Småland   |       | 56.875650, 14.545957 | 10069900240001 | Ladda upp en bild av detta fornminne      |
| Aringsås 27:1                 | Röse                        |              | Aringsås, Småland   |       | 56.876502, 14.570767 | 10069900270001 | Ladda upp en bild av detta fornminne      |
| Aringsås 27:2                 | Röse                        |              | Aringsås, Småland   |       | 56.876455, 14.570988 | 10069900270002 | Ladda upp en bild av detta fornminne      |
| Aringsås 28:1                 | Gravfält                    |              | Aringsås, Småland   |       | 56.876533, 14.568508 | 10069900280001 | Ladda upp en bild av detta fornminne      |
| Aringsås 29:1                 | Röse                        |              | Aringsås, Småland   |       | 56.874185, 14.574645 | 10069900290001 | Ladda upp en bild av detta fornminne      |
| Aringsås 31:1                 | Stensättning                |              | Aringsås, Småland   |       | 56.868665, 14.523985 | 10069900310001 | Ladda upp en bild av detta fornminne      |
| Aringsås 32:1                 | Röse                        |              | Aringsås, Småland   |       | 56.878301, 14.576901 | 10069900320001 | Ladda upp en bild av detta fornminne      |
| Aringsås 32:2                 | Stensättning                |              | Aringsås, Småland   |       | 56.878227, 14.577159 | 10069900320002 | Ladda upp en bild av detta fornminne      |
| Aringsås 33:1                 | Röse                        |              | Aringsås, Småland   |       | 56.876904, 14.581709 | 10069900330001 | Ladda upp en bild av detta fornminne      |
| Aringsås 33:2                 | Stensättning                |              | Aringsås, Småland   |       | 56.876645, 14.581694 | 10069900330002 | Ladda upp en bild av detta fornminne      |
| Tumlinge rör. (Aringsås 34:1) | Röse                        |              | Aringsås, Småland   |       | 56.860220, 14.539838 | 10069900340001 | Ladda upp en bild av detta fornminne      |
| Aringsås 38:1                 | Stenkrets                   |              | Aringsås, Småland   |       | 56.889518, 14.507146 | 10069900380001 | Ladda upp en bild av detta fornminne      |
| Aringsås 38:2                 | Hällristning                |              | Aringsås, Småland   |       | 56.889652, 14.506789 | 10069900380002 | Ladda upp en bild av detta fornminne      |
| Aringsås 39:1                 | Gravfält                    |              | Aringsås, Småland   |       | 56.914191, 14.582368 | 10069900390001 | Ladda upp en bild av detta fornminne      |
| Aringsås 41:1                 | Stensättning                |              | Aringsås, Småland   |       | 56.915241, 14.579881 | 10069900410001 | Ladda upp en bild av detta fornminne      |
| Aringsås 42:1                 | Gravfält                    |              | Aringsås, Småland   |       | 56.914556, 14.578617 | 10069900420001 | Ladda upp en bild av detta fornminne      |
| Aringsås 44:1                 | Röse                        |              | Aringsås, Småland   |       | 56.913752, 14.578162 | 10069900440001 | Ladda upp en bild av detta fornminne      |
| Aringsås 44:2                 | Röse                        |              | Aringsås, Småland   |       | 56.914007, 14.578065 | 10069900440002 | Ladda upp en bild av detta fornminne      |
| Aringsås 45:1                 | Röse                        |              | Aringsås, Småland   |       | 56.913233, 14.578018 | 10069900450001 | Ladda upp en bild av detta fornminne      |
| Aringsås 45:2                 | Röse                        |              | Aringsås, Småland   |       | 56.913083, 14.578006 | 10069900450002 | Ladda upp en bild av detta fornminne      |
| Aringsås 47:1                 | Gravfält                    |              | Aringsås, Småland   |       | 56.911452, 14.582916 | 10069900470001 | Ladda upp en till bild av detta fornminne |
| Aringsås 48:1                 | Röse                        |              | Aringsås, Småland   |       | 56.910389, 14.579658 | 10069900480001 | Ladda upp en bild av detta fornminne      |
| Aringsås 48:2                 | Stensättning                |              | Aringsås, Småland   |       | 56.910756, 14.579567 | 10069900480002 | Ladda upp en bild av detta fornminne      |
| Aringsås 49:1                 | Röse                        |              | Aringsås, Småland   |       | 56.907335, 14.582533 | 10069900490001 | Ladda upp en till bild av detta fornminne |
| Aringsås 50:1                 | Stensättning                |              | Aringsås, Småland   |       | 56.902324, 14.581570 | 10069900500001 | Ladda upp en bild av detta fornminne      |
| Aringsås 51:1                 | Stensättning                |              | Aringsås, Småland   |       | 56.892193, 14.576421 | 10069900510001 | Ladda upp en bild av detta fornminne      |
| Tingslien (Aringsås 54:1)     | Röse                        |              | Aringsås, Småland   |       | 56.898056, 14.576250 | 10069900540001 | Ladda upp en bild av detta fornminne      |
| Aringsås 56:1                 | Stensättning                |              | Aringsås, Småland   |       | 56.913235, 14.581597 | 10069900560001 | Ladda upp en bild av detta fornminne      |
| Aringsås 57:1                 | Stensättning                |              | Aringsås, Småland   |       | 56.855139, 14.582338 | 10069900570001 | Ladda upp en bild av detta fornminne      |
| Aringsås 58:1                 | Stenkammargrav              |              | Aringsås, Småland   |       | 56.895725, 14.576576 | 10069900580001 | Ladda upp en bild av detta fornminne      |
| Aringsås 58:2                 | Röse                        |              | Aringsås, Småland   |       | 56.895891, 14.576240 | 10069900580002 | Ladda upp en bild av detta fornminne      |
| Aringsås 59:1                 | Röse                        |              | Aringsås, Småland   |       | 56.900192, 14.574953 | 10069900590001 | Ladda upp en bild av detta fornminne      |
| Aringsås 64:1                 | Röse                        |              | Aringsås, Småland   |       | 56.866233, 14.543989 | 10069900640001 | Ladda upp en bild av detta fornminne      |
| Aringsås 65:1                 | Stenkammargrav              |              | Aringsås, Småland   |       | 56.844780, 14.581794 | 10069900650001 | Ladda upp en bild av detta fornminne      |
| Aringsås 68:1                 | Röse                        |              | Aringsås, Småland   |       | 56.894466, 14.575860 | 10069900680001 | Ladda upp en bild av detta fornminne      |
| Aringsås 70:1                 | Röse                        |              | Aringsås, Småland   |       | 56.910049, 14.573690 | 10069900700001 | Ladda upp en bild av detta fornminne      |
| Aringsås 71:1                 | Röse                        |              | Aringsås, Småland   |       | 56.910807, 14.572848 | 10069900710001 | Ladda upp en bild av detta fornminne      |
| Aringsås 72:1                 | Röse                        |              | Aringsås, Småland   |       | 56.910946, 14.571920 | 10069900720001 | Ladda upp en bild av detta fornminne      |
| Aringsås 73:1                 | Röse                        |              | Aringsås, Småland   |       | 56.908228, 14.582208 | 10069900730001 | Ladda upp en bild av detta fornminne      |
| Aringsås 73:2                 | Stensättning                |              | Aringsås, Småland   |       | 56.908415, 14.582233 | 10069900730002 | Ladda upp en bild av detta fornminne      |
| Aringsås 73:3                 | Stensättning                |              | Aringsås, Småland   |       | 56.908523, 14.582268 | 10069900730003 | Ladda upp en bild av detta fornminne      |
| Aringsås 74:1                 | Stensättning                |              | Aringsås, Småland   |       | 56.911205, 14.581132 | 10069900740001 | Ladda upp en bild av detta fornminne      |
| Aringsås 74:2                 | Stensättning                |              | Aringsås, Småland   |       | 56.911442, 14.580760 | 10069900740002 | Ladda upp en bild av detta fornminne      |
| Aringsås 75:1                 | Röse                        |              | Aringsås, Småland   |       | 56.913213, 14.572491 | 10069900750001 | Ladda upp en bild av detta fornminne      |
| Aringsås 76:1                 | Stensättning                |              | Aringsås, Småland   |       | 56.914523, 14.572757 | 10069900760001 | Ladda upp en bild av detta fornminne      |
| Aringsås 80:1                 | Röse                        |              | Aringsås, Småland   |       | 56.876921, 14.586424 | 10069900800001 | Ladda upp en bild av detta fornminne      |
| Aringsås 80:2                 | Stensättning                |              | Aringsås, Småland   |       | 56.876810, 14.586632 | 10069900800002 | Ladda upp en bild av detta fornminne      |
| Aringsås 82:1                 | Stensättning                |              | Aringsås, Småland   |       | 56.864742, 14.590469 | 10069900820001 | Ladda upp en bild av detta fornminne      |
| Aringsås 83:1                 | Stenkammargrav              |              | Aringsås, Småland   |       | 56.864349, 14.591220 | 10069900830001 | Ladda upp en bild av detta fornminne      |
| Aringsås 84:1                 | Stenkammargrav              |              | Aringsås, Småland   |       | 56.864573, 14.592355 | 10069900840001 | Ladda upp en bild av detta fornminne      |
| Aringsås 85:1                 | Stensättning                |              | Aringsås, Småland   |       | 56.875575, 14.575003 | 10069900850001 | Ladda upp en bild av detta fornminne      |
| Aringsås 85:2                 | Röse                        |              | Aringsås, Småland   |       | 56.875194, 14.574754 | 10069900850002 | Ladda upp en bild av detta fornminne      |
| Aringsås 88:1                 | Röse                        |              | Aringsås, Småland   |       | 56.880721, 14.545546 | 10069900880001 | Ladda upp en bild av detta fornminne      |
| Aringsås 89:1                 | Stensättning                |              | Aringsås, Småland   |       | 56.881348, 14.550170 | 10069900890001 | Ladda upp en bild av detta fornminne      |
| Aringsås 110:1                | Stensättning                |              | Aringsås, Småland   |       | 56.909956, 14.576688 | 10069901100001 | Ladda upp en bild av detta fornminne      |
| Aringsås 113                  | Stensättning                |              | Aringsås, Småland   |       | 56.908693, 14.581469 | 12000000001275 | Ladda upp en bild av detta fornminne      |
| Aringsås 114                  | Stensättning                |              | Aringsås, Småland   |       | 56.909633, 14.579655 | 12000000001276 | Ladda upp en bild av detta fornminne      |
| Aringsås 115                  | Stensättning                |              | Aringsås, Småland   |       | 56.908923, 14.581089 | 12000000001277 | Ladda upp en bild av detta fornminne      |
| Aringsås 116                  | Stensättning                |              | Aringsås, Småland   |       | 56.909952, 14.578228 | 12000000001278 | Ladda upp en bild av detta fornminne      |
| Aringsås 117                  | Stensättning                |              | Aringsås, Småland   |       | 56.908254, 14.582449 | 12000000001279 | Ladda upp en bild av detta fornminne      |
| Aringsås 118                  | Stensättning                |              | Aringsås, Småland   |       | 56.908260, 14.582077 | 12000000001280 | Ladda upp en bild av detta fornminne      |
| Aringsås 119                  | Stensättning                |              | Aringsås, Småland   |       | 56.909452, 14.579184 | 12000000001281 | Ladda upp en bild av detta fornminne      |
| Aringsås 120                  | Stensättning                |              | Aringsås, Småland   |       | 56.909708, 14.579315 | 12000000001282 | Ladda upp en bild av detta fornminne      |
| Aringsås 121                  | Röse                        |              | Aringsås, Småland   |       | 56.911227, 14.572682 | 12000000001283 | Ladda upp en bild av detta fornminne      |
| Aringsås 122                  | Röse                        |              | Aringsås, Småland   |       | 56.911380, 14.572536 | 12000000001284 | Ladda upp en bild av detta fornminne      |
| Aringsås 124                  | Stensättning                |              | Aringsås, Småland   |       | 56.916786, 14.578819 | 12000000001286 | Ladda upp en bild av detta fornminne      |
| Aringsås 125                  | Stensättning                |              | Aringsås, Småland   |       | 56.914147, 14.576213 | 12000000001287 | Ladda upp en bild av detta fornminne      |
| Aringsås 129                  | Röse                        |              | Aringsås, Småland   |       | 56.896150, 14.575632 | 12000000032791 | Ladda upp en bild av detta fornminne      |
| Aringsås 165                  | Stensättning                |              | Aringsås, Småland   |       | 56.884855, 14.506292 | 12000000091200 | Ladda upp en bild av detta fornminne      |
| Aringsås 167                  | Stensättning                |              | Aringsås, Småland   |       | 56.883475, 14.508752 | 12000000091202 | Ladda upp en bild av detta fornminne      |
| Aringsås 174                  | Röse                        |              | Aringsås, Småland   |       | 56.880936, 14.507795 | 12000000091209 | Ladda upp en bild av detta fornminne      |

## Blädinge
| Namn                           | Lämningstyp                 | Tillkomsttid | Historisk indelning | Plats | Läge                 | ID-nr          | Bild                                      |
| ------------------------------ | --------------------------- | ------------ | ------------------- | ----- | -------------------- | -------------- | ----------------------------------------- |
| Blädinge 2:1                   | Hög                         |              | Blädinge, Småland   |       | 56.781282, 14.546479 | 10070400020001 | Ladda upp en bild av detta fornminne      |
| Blädinge 3:1                   | Grav markerad av sten/block |              | Blädinge, Småland   |       | 56.798483, 14.547067 | 10070400030001 | Ladda upp en bild av detta fornminne      |
| Blädinge 4:1                   | Gravfält                    |              | Blädinge, Småland   |       | 56.799639, 14.546711 | 10070400040001 | Ladda upp en bild av detta fornminne      |
| Blädinge 5:1                   | Röse                        |              | Blädinge, Småland   |       | 56.818428, 14.526603 | 10070400050001 | Ladda upp en bild av detta fornminne      |
| Resesten (Blädinge 10:1)       | Grav markerad av sten/block |              | Blädinge, Småland   |       | 56.807169, 14.510207 | 10070400100001 | Ladda upp en bild av detta fornminne      |
| Blädinge 12:1                  | Stensättning                |              | Blädinge, Småland   |       | 56.814637, 14.526528 | 10070400120001 | Ladda upp en bild av detta fornminne      |
| Blädinge 13:1                  | Röse                        |              | Blädinge, Småland   |       | 56.862723, 14.463139 | 10070400130001 | Ladda upp en bild av detta fornminne      |
| Blädinge 13:2                  | Stensättning                |              | Blädinge, Småland   |       | 56.862619, 14.463340 | 10070400130002 | Ladda upp en bild av detta fornminne      |
| Blädinge 13:3                  | Stensättning                |              | Blädinge, Småland   |       | 56.862585, 14.463045 | 10070400130003 | Ladda upp en bild av detta fornminne      |
| Blädinge 14:1                  | Röse                        |              | Blädinge, Småland   |       | 56.857977, 14.539998 | 10070400140001 | Ladda upp en bild av detta fornminne      |
| Blädinge 17:1                  | Gravfält                    |              | Blädinge, Småland   |       | 56.854121, 14.540295 | 10070400170001 | Ladda upp en bild av detta fornminne      |
| Blädinge 18:1                  | Hög                         |              | Blädinge, Småland   |       | 56.854824, 14.536837 | 10070400180001 | Ladda upp en bild av detta fornminne      |
| Blädinge 19:1                  | Stenkammargrav              |              | Blädinge, Småland   |       | 56.852995, 14.536234 | 10070400190001 | Ladda upp en bild av detta fornminne      |
| Bländakullen (Blädinge 24:1)   | Stensättning                |              | Blädinge, Småland   |       | 56.851329, 14.539409 | 10070400240001 | Ladda upp en bild av detta fornminne      |
| Bländakullen (Blädinge 24:2)   | Stenkrets                   |              | Blädinge, Småland   |       | 56.851320, 14.539121 | 10070400240002 | Ladda upp en bild av detta fornminne      |
| Bländakullen (Blädinge 24:3)   | Stenkrets                   |              | Blädinge, Småland   |       | 56.851443, 14.539369 | 10070400240003 | Ladda upp en bild av detta fornminne      |
| Blädinge 27:1                  | Stensättning                |              | Blädinge, Småland   |       | 56.850298, 14.531930 | 10070400270001 | Ladda upp en bild av detta fornminne      |
| Blädinge 30:1                  | Grav markerad av sten/block |              | Blädinge, Småland   |       | 56.846279, 14.489752 | 10070400300001 | Ladda upp en bild av detta fornminne      |
| Blädinge 30:2                  | Grav markerad av sten/block |              | Blädinge, Småland   |       | 56.846319, 14.489818 | 10070400300002 | Ladda upp en bild av detta fornminne      |
| Blädinge 30:3                  | Grav markerad av sten/block |              | Blädinge, Småland   |       | 56.846328, 14.489937 | 10070400300003 | Ladda upp en bild av detta fornminne      |
| Blädinge 30:4                  | Grav markerad av sten/block |              | Blädinge, Småland   |       | 56.846244, 14.489849 | 10070400300004 | Ladda upp en bild av detta fornminne      |
| Blädinge 32:1                  | Stenkammargrav              |              | Blädinge, Småland   |       | 56.843910, 14.511776 | 10070400320001 | Ladda upp en bild av detta fornminne      |
| Blädinge 33:1                  | Gravfält                    |              | Blädinge, Småland   |       | 56.846250, 14.532431 | 10070400330001 | Ladda upp en till bild av detta fornminne |
| Blädinge 35:1                  | Gravfält                    |              | Blädinge, Småland   |       | 56.844215, 14.532199 | 10070400350001 | Ladda upp en bild av detta fornminne      |
| Blädinge 37:1                  | Gravfält                    |              | Blädinge, Småland   |       | 56.843311, 14.532199 | 10070400370001 | Ladda upp en till bild av detta fornminne |
| Tumlingerör (Blädinge 38:1)    | Röse                        |              | Blädinge, Småland   |       | 56.841450, 14.531354 | 10070400380001 | Ladda upp en bild av detta fornminne      |
| Blädinge 39:1                  | Röse                        |              | Blädinge, Småland   |       | 56.840379, 14.531457 | 10070400390001 | Ladda upp en bild av detta fornminne      |
| Blädinge 40:1                  | Röse                        |              | Blädinge, Småland   |       | 56.839761, 14.534734 | 10070400400001 | Ladda upp en bild av detta fornminne      |
| Blädinge 41:1                  | Stensättning                |              | Blädinge, Småland   |       | 56.840800, 14.535612 | 10070400410001 | Ladda upp en bild av detta fornminne      |
| Blädinge 43:1                  | Hög                         |              | Blädinge, Småland   |       | 56.836142, 14.535132 | 10070400430001 | Ladda upp en bild av detta fornminne      |
| Blädinge 44:1                  | Röse                        |              | Blädinge, Småland   |       | 56.829328, 14.534521 | 10070400440001 | Ladda upp en bild av detta fornminne      |
| Blädinge 46:1                  | Grav markerad av sten/block |              | Blädinge, Småland   |       | 56.825006, 14.530204 | 10070400460001 | Ladda upp en bild av detta fornminne      |
| Svältebackarna (Blädinge 49:1) | Gravfält                    |              | Blädinge, Småland   |       | 56.823908, 14.524075 | 10070400490001 | Ladda upp en bild av detta fornminne      |
| Blädinge 50:1                  | Stensättning                |              | Blädinge, Småland   |       | 56.823095, 14.523838 | 10070400500001 | Ladda upp en bild av detta fornminne      |
| Blädinge 53:1                  | Grav markerad av sten/block |              | Blädinge, Småland   |       | 56.823823, 14.525245 | 10070400530001 | Ladda upp en bild av detta fornminne      |
| Blädinge 56:1                  | Gravfält                    |              | Blädinge, Småland   |       | 56.821924, 14.521842 | 10070400560001 | Ladda upp en bild av detta fornminne      |
| Blädinge 58:1                  | Gravfält                    |              | Blädinge, Småland   |       | 56.821298, 14.518801 | 10070400580001 | Ladda upp en bild av detta fornminne      |
| Blädinge 61:1                  | Stenkammargrav              |              | Blädinge, Småland   |       | 56.822534, 14.529063 | 10070400610001 | Ladda upp en bild av detta fornminne      |
| Blädinge 61:2                  | Stensättning                |              | Blädinge, Småland   |       | 56.822623, 14.529517 | 10070400610002 | Ladda upp en bild av detta fornminne      |
| Blädinge 62:1                  | Stensättning                |              | Blädinge, Småland   |       | 56.821826, 14.524599 | 10070400620001 | Ladda upp en bild av detta fornminne      |
| Blädinge 64:1                  | Stensättning                |              | Blädinge, Småland   |       | 56.819623, 14.514561 | 10070400640001 | Ladda upp en bild av detta fornminne      |
| Blädinge 74:1                  | Stensättning                |              | Blädinge, Småland   |       | 56.825206, 14.520391 | 10070400740001 | Ladda upp en bild av detta fornminne      |
| Blädinge 75:1                  | Stenkrets                   |              | Blädinge, Småland   |       | 56.823010, 14.501255 | 10070400750001 | Ladda upp en bild av detta fornminne      |
| Blädinge 75:2                  | Stenkrets                   |              | Blädinge, Småland   |       | 56.822907, 14.501251 | 10070400750002 | Ladda upp en bild av detta fornminne      |
| Blädinge 75:4                  | Stensättning                |              | Blädinge, Småland   |       | 56.822682, 14.501058 | 10070400750004 | Ladda upp en bild av detta fornminne      |
| Blädinge 76:1                  | Hällristning                |              | Blädinge, Småland   |       | 56.844408, 14.527682 | 10070400760001 | Ladda upp en bild av detta fornminne      |
| Blädinge 77:1                  | Hällristning                |              | Blädinge, Småland   |       | 56.843577, 14.527893 | 10070400770001 | Ladda upp en bild av detta fornminne      |
| Blädinge 78:1                  | Hällristning                |              | Blädinge, Småland   |       | 56.843203, 14.529668 | 10070400780001 | Ladda upp en bild av detta fornminne      |
| Blädinge 78:2                  | Hällristning                |              | Blädinge, Småland   |       | 56.843395, 14.529013 | 10070400780002 | Ladda upp en bild av detta fornminne      |
| Blädinge 78:3                  | Hällristning                |              | Blädinge, Småland   |       | 56.843442, 14.528731 | 10070400780003 | Ladda upp en bild av detta fornminne      |
| Blädinge 80:1                  | Hällristning                |              | Blädinge, Småland   |       | 56.843436, 14.525694 | 10070400800001 | Ladda upp en bild av detta fornminne      |
| Blädinge 80:2                  | Hällristning                |              | Blädinge, Småland   |       | 56.843608, 14.525355 | 10070400800002 | Ladda upp en bild av detta fornminne      |
| Blädinge 81:1                  | Hällristning                |              | Blädinge, Småland   |       | 56.843953, 14.525887 | 10070400810001 | Ladda upp en bild av detta fornminne      |
| Blädinge 82:1                  | Hällristning                |              | Blädinge, Småland   |       | 56.844282, 14.525757 | 10070400820001 | Ladda upp en bild av detta fornminne      |
| Blädinge 84:1                  | Stenkrets                   |              | Blädinge, Småland   |       | 56.822931, 14.475755 | 10070400840001 | Ladda upp en bild av detta fornminne      |
| Blädinge 88:1                  | Röse                        |              | Blädinge, Småland   |       | 56.854143, 14.450103 | 10070400880001 | Ladda upp en bild av detta fornminne      |
| Blädinge 88:2                  | Stenkrets                   |              | Blädinge, Småland   |       | 56.854023, 14.449890 | 10070400880002 | Ladda upp en bild av detta fornminne      |
| Blädinge 89:1                  | Stenkammargrav              |              | Blädinge, Småland   |       | 56.852048, 14.449551 | 10070400890001 | Ladda upp en bild av detta fornminne      |
| Blädinge 91:1                  | Grav markerad av sten/block |              | Blädinge, Småland   |       | 56.838482, 14.532746 | 10070400910001 | Ladda upp en bild av detta fornminne      |
| Blädinge 94:1                  | Grav markerad av sten/block |              | Blädinge, Småland   |       | 56.800079, 14.545969 | 10070400940001 | Ladda upp en bild av detta fornminne      |
| Blädinge 94:2                  | Grav markerad av sten/block |              | Blädinge, Småland   |       | 56.799856, 14.546072 | 10070400940002 | Ladda upp en bild av detta fornminne      |
| Blädinge 94:3                  | Grav markerad av sten/block |              | Blädinge, Småland   |       | 56.799676, 14.546158 | 10070400940003 | Ladda upp en bild av detta fornminne      |
| Blädinge 95:1                  | Stensättning                |              | Blädinge, Småland   |       | 56.824648, 14.526327 | 10070400950001 | Ladda upp en bild av detta fornminne      |
| Blädinge 95:2                  | Stensättning                |              | Blädinge, Småland   |       | 56.824740, 14.526467 | 10070400950002 | Ladda upp en bild av detta fornminne      |
| Blädinge 97:1                  | Grav markerad av sten/block |              | Blädinge, Småland   |       | 56.833166, 14.452731 | 10070400970001 | Ladda upp en bild av detta fornminne      |
| Blädinge 97:2                  | Grav markerad av sten/block |              | Blädinge, Småland   |       | 56.833118, 14.452605 | 10070400970002 | Ladda upp en bild av detta fornminne      |
| Blädinge 97:3                  | Grav markerad av sten/block |              | Blädinge, Småland   |       | 56.833148, 14.452915 | 10070400970003 | Ladda upp en bild av detta fornminne      |
| Blädinge 98:1                  | Hällristning                |              | Blädinge, Småland   |       | 56.835400, 14.452492 | 10070400980001 | Ladda upp en bild av detta fornminne      |
| Blädinge 99:1                  | Stensättning                |              | Blädinge, Småland   |       | 56.854616, 14.540313 | 10070400990001 | Ladda upp en bild av detta fornminne      |
| Blädinge 100:1                 | Stenkrets                   |              | Blädinge, Småland   |       | 56.804589, 14.488899 | 10070401000001 | Ladda upp en bild av detta fornminne      |
| Blädinge 100:2                 | Stenkrets                   |              | Blädinge, Småland   |       | 56.804469, 14.489099 | 10070401000002 | Ladda upp en bild av detta fornminne      |
| Blädinge 100:3                 | Stenkrets                   |              | Blädinge, Småland   |       | 56.804534, 14.489136 | 10070401000003 | Ladda upp en bild av detta fornminne      |
| Blädinge 100:4                 | Grav markerad av sten/block |              | Blädinge, Småland   |       | 56.804396, 14.489106 | 10070401000004 | Ladda upp en bild av detta fornminne      |
| Blädinge 101:1                 | Stensättning                |              | Blädinge, Småland   |       | 56.824339, 14.501264 | 10070401010001 | Ladda upp en bild av detta fornminne      |
| Blädinge 101:2                 | Stensättning                |              | Blädinge, Småland   |       | 56.824348, 14.500608 | 10070401010002 | Ladda upp en bild av detta fornminne      |
| Blädinge 102:1                 | Stensättning                |              | Blädinge, Småland   |       | 56.840820, 14.527314 | 10070401020001 | Ladda upp en bild av detta fornminne      |
| Blädinge 102:2                 | Grav markerad av sten/block |              | Blädinge, Småland   |       | 56.840667, 14.527321 | 10070401020002 | Ladda upp en bild av detta fornminne      |
| Blädinge 112:1                 | Hällristning                |              | Blädinge, Småland   |       | 56.837216, 14.536658 | 10070401120001 | Ladda upp en bild av detta fornminne      |
| Blädinge 114:1                 | Hällristning                |              | Blädinge, Småland   |       | 56.833587, 14.535758 | 10070401140001 | Ladda upp en bild av detta fornminne      |
| Blädinge 115:1                 | Stensättning                |              | Blädinge, Småland   |       | 56.832150, 14.535621 | 10070401150001 | Ladda upp en bild av detta fornminne      |
| Blädinge 120:1                 | Hög                         |              | Blädinge, Småland   |       | 56.809751, 14.512042 | 10070401200001 | Ladda upp en bild av detta fornminne      |
| Blädinge 121:1                 | Hällristning                |              | Blädinge, Småland   |       | 56.826457, 14.530722 | 10070401210001 | Ladda upp en bild av detta fornminne      |
| Blädinge 121:2                 | Hällristning                |              | Blädinge, Småland   |       | 56.826469, 14.530703 | 10070401210002 | Ladda upp en bild av detta fornminne      |
| Blädinge 124:1                 | Hällristning                |              | Blädinge, Småland   |       | 56.839275, 14.539989 | 10070401240001 | Ladda upp en bild av detta fornminne      |
| Blädinge 132:1                 | Hällristning                |              | Blädinge, Småland   |       | 56.854263, 14.529336 | 10070401320001 | Ladda upp en bild av detta fornminne      |
| Blädinge 133:1                 | Minnesmärke                 |              | Blädinge, Småland   |       | 56.854913, 14.488129 | 10070401330001 | Ladda upp en bild av detta fornminne      |
| Blädinge 133:2                 | Minnesmärke                 |              | Blädinge, Småland   |       | 56.854920, 14.488247 | 10070401330002 | Ladda upp en bild av detta fornminne      |
| Blädinge 134:1                 | Hällristning                |              | Blädinge, Småland   |       | 56.842966, 14.525336 | 10070401340001 | Ladda upp en bild av detta fornminne      |
| Blädinge 135:1                 | Hällristning                |              | Blädinge, Småland   |       | 56.842472, 14.525446 | 10070401350001 | Ladda upp en bild av detta fornminne      |
| Blädinge 135:2                 | Hällristning                |              | Blädinge, Småland   |       | 56.842358, 14.526135 | 10070401350002 | Ladda upp en bild av detta fornminne      |
| Blädinge 140:1                 | Hällristning                |              | Blädinge, Småland   |       | 56.859173, 14.458460 | 10070401400001 | Ladda upp en bild av detta fornminne      |
| Blädinge 141:1                 | Grav markerad av sten/block |              | Blädinge, Småland   |       | 56.845106, 14.531467 | 10070401410001 | Ladda upp en bild av detta fornminne      |
| Blädinge 141:2                 | Grav markerad av sten/block |              | Blädinge, Småland   |       | 56.845025, 14.531422 | 10070401410002 | Ladda upp en bild av detta fornminne      |
| Blädinge 142:1                 | Hällristning                |              | Blädinge, Småland   |       | 56.839094, 14.537632 | 10070401420001 | Ladda upp en bild av detta fornminne      |
| Blädinge 143:1                 | Hällristning                |              | Blädinge, Småland   |       | 56.840762, 14.533656 | 10070401430001 | Ladda upp en bild av detta fornminne      |
| Blädinge 144:1                 | Stensättning                |              | Blädinge, Småland   |       | 56.835495, 14.508429 | 10070401440001 | Ladda upp en bild av detta fornminne      |
| Blädinge 146:1                 | Hällristning                |              | Blädinge, Småland   |       | 56.843757, 14.508968 | 10070401460001 | Ladda upp en bild av detta fornminne      |
| Blädinge 150:1                 | Röse                        |              | Blädinge, Småland   |       | 56.827908, 14.500424 | 10070401500001 | Ladda upp en bild av detta fornminne      |
| Blädinge 150:2                 | Stensättning                |              | Blädinge, Småland   |       | 56.828026, 14.500447 | 10070401500002 | Ladda upp en bild av detta fornminne      |
| Blädinge 153:1                 | Stensättning                |              | Blädinge, Småland   |       | 56.826233, 14.497808 | 10070401530001 | Ladda upp en bild av detta fornminne      |
| Blädinge 155:1                 | Hällristning                |              | Blädinge, Småland   |       | 56.845489, 14.525941 | 10070401550001 | Ladda upp en bild av detta fornminne      |
| Blädinge 156:1                 | Hällristning                |              | Blädinge, Småland   |       | 56.843031, 14.527346 | 10070401560001 | Ladda upp en bild av detta fornminne      |
| Blädinge 157:1                 | Hällristning                |              | Blädinge, Småland   |       | 56.842606, 14.527783 | 10070401570001 | Ladda upp en bild av detta fornminne      |
| Blädinge 158:1                 | Hällristning                |              | Blädinge, Småland   |       | 56.853097, 14.528741 | 10070401580001 | Ladda upp en bild av detta fornminne      |
| Blädinge 159:1                 | Hällristning                |              | Blädinge, Småland   |       | 56.844481, 14.529096 | 10070401590001 | Ladda upp en bild av detta fornminne      |
| Blädinge 170:1                 | Hällristning                |              | Blädinge, Småland   |       | 56.817918, 14.514485 | 10070401700001 | Ladda upp en bild av detta fornminne      |
| Blädinge 170:2                 | Hällristning                |              | Blädinge, Småland   |       | 56.817929, 14.514508 | 10070401700002 | Ladda upp en bild av detta fornminne      |
| Blädinge 170:3                 | Hällristning                |              | Blädinge, Småland   |       | 56.818210, 14.513875 | 10070401700003 | Ladda upp en bild av detta fornminne      |
| Blädinge 171:1                 | Hällristning                |              | Blädinge, Småland   |       | 56.830265, 14.533883 | 10070401710001 | Ladda upp en bild av detta fornminne      |
| Blädinge 175:1                 | Stensättning                |              | Blädinge, Småland   |       | 56.787332, 14.535663 | 10070401750001 | Ladda upp en bild av detta fornminne      |
| Blädinge 180:1                 | Stensättning                |              | Blädinge, Småland   |       | 56.812226, 14.543597 | 10070401800001 | Ladda upp en bild av detta fornminne      |
| Blädinge 180:2                 | Stensättning                |              | Blädinge, Småland   |       | 56.811957, 14.543253 | 10070401800002 | Ladda upp en bild av detta fornminne      |
| Blädinge 181:1                 | Hällristning                |              | Blädinge, Småland   |       | 56.840225, 14.526885 | 10070401810001 | Ladda upp en bild av detta fornminne      |
| Blädinge 186:1                 | Gravfält                    |              | Blädinge, Småland   |       | 56.836157, 14.506258 | 10070401860001 | Ladda upp en bild av detta fornminne      |
| Blädinge 188:1                 | Hög                         |              | Blädinge, Småland   |       | 56.851208, 14.505157 | 10070401880001 | Ladda upp en bild av detta fornminne      |
| Blädinge 188:2                 | Röse                        |              | Blädinge, Småland   |       | 56.851037, 14.504921 | 10070401880002 | Ladda upp en bild av detta fornminne      |
| Blädinge 188:3                 | Stensättning                |              | Blädinge, Småland   |       | 56.851341, 14.505145 | 10070401880003 | Ladda upp en bild av detta fornminne      |
| Blädinge 190:1                 | Hög                         |              | Blädinge, Småland   |       | 56.852029, 14.504709 | 10070401900001 | Ladda upp en bild av detta fornminne      |
| Blädinge 192:1                 | Stensättning                |              | Blädinge, Småland   |       | 56.852275, 14.500687 | 10070401920001 | Ladda upp en bild av detta fornminne      |
| Blädinge 192:2                 | Hög                         |              | Blädinge, Småland   |       | 56.852143, 14.500825 | 10070401920002 | Ladda upp en bild av detta fornminne      |
| Blädinge 193:1                 | Stensättning                |              | Blädinge, Småland   |       | 56.854190, 14.501709 | 10070401930001 | Ladda upp en bild av detta fornminne      |
| Blädinge 193:2                 | Stensättning                |              | Blädinge, Småland   |       | 56.854139, 14.500894 | 10070401930002 | Ladda upp en bild av detta fornminne      |
| Blädinge 197:1                 | Hällristning                |              | Blädinge, Småland   |       | 56.854658, 14.493495 | 10070401970001 | Ladda upp en bild av detta fornminne      |
| Blädinge 197:2                 | Hällristning                |              | Blädinge, Småland   |       | 56.854590, 14.493540 | 10070401970002 | Ladda upp en bild av detta fornminne      |
| Blädinge 212:1                 | Hällristning                |              | Blädinge, Småland   |       | 56.839607, 14.527366 | 10070402120001 | Ladda upp en bild av detta fornminne      |
| Blädinge 213:1                 | Röse                        |              | Blädinge, Småland   |       | 56.788264, 14.529682 | 10070402130001 | Ladda upp en bild av detta fornminne      |
| Blädinge 213:2                 | Stensättning                |              | Blädinge, Småland   |       | 56.788277, 14.530042 | 10070402130002 | Ladda upp en bild av detta fornminne      |
| Blädinge 213:3                 | Stensättning                |              | Blädinge, Småland   |       | 56.787957, 14.530167 | 10070402130003 | Ladda upp en bild av detta fornminne      |
| Blädinge 220                   | Grav markerad av sten/block |              | Blädinge, Småland   |       | 56.844214, 14.531725 | 12000000086484 | Ladda upp en bild av detta fornminne      |
| Blädinge 221                   | Hällristning                |              | Blädinge, Småland   |       | 56.835408, 14.452533 | 12000000129880 | Ladda upp en bild av detta fornminne      |
| Blädinge 222                   | Hällristning                |              | Blädinge, Småland   |       | 56.834369, 14.452986 | 12000000129883 | Ladda upp en bild av detta fornminne      |
| Blädinge 223                   | Hällristning                |              | Blädinge, Småland   |       | 56.835103, 14.453539 | 12000000129885 | Ladda upp en bild av detta fornminne      |
| Blädinge 224                   | Hällristning                |              | Blädinge, Småland   |       | 56.835475, 14.452444 | 12000000129887 | Ladda upp en bild av detta fornminne      |
| Blädinge 225                   | Hällristning                |              | Blädinge, Småland   |       | 56.834056, 14.452015 | 12000000129889 | Ladda upp en bild av detta fornminne      |
| Blädinge 226                   | Hällristning                |              | Blädinge, Småland   |       | 56.834152, 14.453443 | 12000000129892 | Ladda upp en bild av detta fornminne      |
| Blädinge 227                   | Hällristning                |              | Blädinge, Småland   |       | 56.834250, 14.453401 | 12000000129894 | Ladda upp en bild av detta fornminne      |

## Hjortsberga
| Namn                             | Lämningstyp                 | Tillkomsttid | Historisk indelning  | Plats | Läge                 | ID-nr          | Bild                                      |
| -------------------------------- | --------------------------- | ------------ | -------------------- | ----- | -------------------- | -------------- | ----------------------------------------- |
| Resesten (Hjortsberga 11:1)      | Grav markerad av sten/block |              | Hjortsberga, Småland |       | 56.896103, 14.466571 | 10072000110001 | Ladda upp en bild av detta fornminne      |
| Resesten (Hjortsberga 11:2)      | Grav markerad av sten/block |              | Hjortsberga, Småland |       | 56.896146, 14.466522 | 10072000110002 | Ladda upp en bild av detta fornminne      |
| Hjortsberga 17:1                 | Gravfält                    |              | Hjortsberga, Småland |       | 56.907417, 14.484938 | 10072000170001 | Ladda upp en bild av detta fornminne      |
| Hjortsberga 18:1                 | Gravfält                    |              | Hjortsberga, Småland |       | 56.906312, 14.489512 | 10072000180001 | Ladda upp en bild av detta fornminne      |
| Hjortsberga 22:1                 | Röse                        |              | Hjortsberga, Småland |       | 56.895780, 14.488433 | 10072000220001 | Ladda upp en bild av detta fornminne      |
| Hjortsberga 23:1                 | Röse                        |              | Hjortsberga, Småland |       | 56.894958, 14.488335 | 10072000230001 | Ladda upp en bild av detta fornminne      |
| Guldfamnarös (Hjortsberga 27:1)  | Stensättning                |              | Hjortsberga, Småland |       | 56.889920, 14.493877 | 10072000270001 | Ladda upp en bild av detta fornminne      |
| Guldfamnarös (Hjortsberga 27:2)  | Röse                        |              | Hjortsberga, Småland |       | 56.889980, 14.494446 | 10072000270002 | Ladda upp en bild av detta fornminne      |
| Guldfamnarös (Hjortsberga 27:3)  | Grav markerad av sten/block |              | Hjortsberga, Småland |       | 56.889974, 14.494383 | 10072000270003 | Ladda upp en bild av detta fornminne      |
| Hjortsberga 34:1                 | Röse                        |              | Hjortsberga, Småland |       | 56.905993, 14.489380 | 10072000340001 | Ladda upp en bild av detta fornminne      |
| Hjortsberga 34:2                 | Grav markerad av sten/block |              | Hjortsberga, Småland |       | 56.905965, 14.489439 | 10072000340002 | Ladda upp en bild av detta fornminne      |
| Sm 5 (Hjortsberga 35:1)          | Runristning                 |              | Hjortsberga, Småland |       | 56.940658, 14.500060 | 10072000350001 | Ladda upp en till bild av detta fornminne |
| Kullarna (Hjortsberga 36:1)      | Hög                         |              | Hjortsberga, Småland |       | 56.941099, 14.499607 | 10072000360001 | Ladda upp en bild av detta fornminne      |
| Hjortsberga 37:1                 | Stensättning                |              | Hjortsberga, Småland |       | 56.916884, 14.500599 | 10072000370001 | Ladda upp en bild av detta fornminne      |
| Hjortsberga 37:2                 | Stenkammargrav              |              | Hjortsberga, Småland |       | 56.916904, 14.500930 | 10072000370002 | Ladda upp en bild av detta fornminne      |
| Hjortsberga 37:3                 | Stensättning                |              | Hjortsberga, Småland |       | 56.916829, 14.501077 | 10072000370003 | Ladda upp en bild av detta fornminne      |
| Hjortsberga 37:4                 | Stenkammargrav              |              | Hjortsberga, Småland |       | 56.916712, 14.501112 | 10072000370004 | Ladda upp en bild av detta fornminne      |
| Sjöättebacken (Hjortsberga 39:1) | Gravfält                    |              | Hjortsberga, Småland |       | 56.933521, 14.485893 | 10072000390001 | Ladda upp en bild av detta fornminne      |
| Hjortsberga 76:1                 | Röse                        |              | Hjortsberga, Småland |       | 56.917993, 14.499728 | 10072000760001 | Ladda upp en bild av detta fornminne      |
| Hjortsberga 82:1                 | Kvarn                       |              | Hjortsberga, Småland |       | 56.927678, 14.390826 | 10072000820001 | Ladda upp en bild av detta fornminne      |
| Hjortsberga 127:1                | Stensättning                |              | Hjortsberga, Småland |       | 56.919091, 14.488797 | 10072001270001 | Ladda upp en bild av detta fornminne      |

## Härlöv
| Namn                   | Lämningstyp  | Tillkomsttid | Historisk indelning | Plats | Läge                 | ID-nr          | Bild                                 |
| ---------------------- | ------------ | ------------ | ------------------- | ----- | -------------------- | -------------- | ------------------------------------ |
| Folkomsö (Härlöv 1:1)  | Borg         |              | Härlöv, Småland     |       | 56.963968, 14.625608 | 10072400010001 | Ladda upp en bild av detta fornminne |
| Härlöv 3:1             | Gravfält     |              | Härlöv, Småland     |       | 56.967233, 14.638800 | 10072400030001 | Ladda upp en bild av detta fornminne |
| Älmeröret (Härlöv 5:1) | Röse         |              | Härlöv, Småland     |       | 56.962776, 14.679523 | 10072400050001 | Ladda upp en bild av detta fornminne |
| Härlöv 6:1             | Stensättning |              | Härlöv, Småland     |       | 56.962190, 14.679926 | 10072400060001 | Ladda upp en bild av detta fornminne |
| Härlöv 6:2             | Stensättning |              | Härlöv, Småland     |       | 56.962315, 14.679836 | 10072400060002 | Ladda upp en bild av detta fornminne |
| Härlöv 7:1             | Röse         |              | Härlöv, Småland     |       | 56.968059, 14.664999 | 10072400070001 | Ladda upp en bild av detta fornminne |
| Härlöv 8:1             | Röse         |              | Härlöv, Småland     |       | 56.967239, 14.664968 | 10072400080001 | Ladda upp en bild av detta fornminne |
| Härlöv 9:1             | Röse         |              | Härlöv, Småland     |       | 56.942986, 14.651310 | 10072400090001 | Ladda upp en bild av detta fornminne |
| Härlöv 10:1            | Stensättning |              | Härlöv, Småland     |       | 56.942445, 14.651332 | 10072400100001 | Ladda upp en bild av detta fornminne |
| Härlöv 11:1            | Stensättning |              | Härlöv, Småland     |       | 56.942078, 14.649130 | 10072400110001 | Ladda upp en bild av detta fornminne |
| Härlöv 12:1            | Stensättning |              | Härlöv, Småland     |       | 56.943291, 14.649278 | 10072400120001 | Ladda upp en bild av detta fornminne |
| Härlöv 13:1            | Stensättning |              | Härlöv, Småland     |       | 56.941671, 14.642796 | 10072400130001 | Ladda upp en bild av detta fornminne |
| Härlöv 15:1            | Röse         |              | Härlöv, Småland     |       | 56.948119, 14.661853 | 10072400150001 | Ladda upp en bild av detta fornminne |
| Härlöv 18:1            | Röse         |              | Härlöv, Småland     |       | 56.971893, 14.634540 | 10072400180001 | Ladda upp en bild av detta fornminne |
| Härlöv 18:2            | Röse         |              | Härlöv, Småland     |       | 56.971791, 14.634345 | 10072400180002 | Ladda upp en bild av detta fornminne |
| Härlöv 18:3            | Stensättning |              | Härlöv, Småland     |       | 56.971980, 14.634311 | 10072400180003 | Ladda upp en bild av detta fornminne |

## Kvenneberga
| Namn             | Lämningstyp         | Tillkomsttid | Historisk indelning  | Plats | Läge                 | ID-nr          | Bild                                 |
| ---------------- | ------------------- | ------------ | -------------------- | ----- | -------------------- | -------------- | ------------------------------------ |
| Kvenneberga 5:1  | Kvarn               |              | Kvenneberga, Småland |       | 56.980892, 14.444670 | 10072700050001 | Ladda upp en bild av detta fornminne |
| Kvenneberga 15:1 | Stensättning        |              | Kvenneberga, Småland |       | 56.955636, 14.522074 | 10072700150001 | Ladda upp en bild av detta fornminne |
| Kvenneberga 17:1 | Stenkammargrav      |              | Kvenneberga, Småland |       | 56.980913, 14.534768 | 10072700170001 | Ladda upp en bild av detta fornminne |
| Kvenneberga 19:1 | Gravfält            |              | Kvenneberga, Småland |       | 56.971902, 14.532260 | 10072700190001 | Ladda upp en bild av detta fornminne |
| Kvenneberga 21:1 | Gravfält            |              | Kvenneberga, Småland |       | 56.961222, 14.531284 | 10072700210001 | Ladda upp en bild av detta fornminne |
| Kvenneberga 23:1 | Röse                |              | Kvenneberga, Småland |       | 56.953934, 14.508774 | 10072700230001 | Ladda upp en bild av detta fornminne |
| Kvenneberga 24:1 | Gravfält            |              | Kvenneberga, Småland |       | 56.948103, 14.518739 | 10072700240001 | Ladda upp en bild av detta fornminne |
| Kvenneberga 25:1 | Stenkrets           |              | Kvenneberga, Småland |       | 56.931042, 14.525168 | 10072700250001 | Ladda upp en bild av detta fornminne |
| Kvenneberga 29:1 | Hällristning        |              | Kvenneberga, Småland |       | 56.978256, 14.534172 | 10072700290001 | Ladda upp en bild av detta fornminne |
| Kvenneberga 29:2 | Hällristning        |              | Kvenneberga, Småland |       | 56.978206, 14.534058 | 10072700290002 | Ladda upp en bild av detta fornminne |
| Kvenneberga 34:1 | Lägenhetsbebyggelse |              | Kvenneberga, Småland |       | 56.957801, 14.533521 | 10072700340001 | Ladda upp en bild av detta fornminne |
| Kvenneberga 38:1 | Hällristning        |              | Kvenneberga, Småland |       | 56.967455, 14.514659 | 10072700380001 | Ladda upp en bild av detta fornminne |
| Kvenneberga 70:1 | Röse                |              | Kvenneberga, Småland |       | 56.960066, 14.501208 | 10072700700001 | Ladda upp en bild av detta fornminne |
| Kvenneberga 72:1 | Hällristning        |              | Kvenneberga, Småland |       | 56.957349, 14.499378 | 10072700720001 | Ladda upp en bild av detta fornminne |
| Kvenneberga 74:1 | Stensättning        |              | Kvenneberga, Småland |       | 56.950441, 14.499970 | 10072700740001 | Ladda upp en bild av detta fornminne |
| Kvenneberga 78:1 | Stensättning        |              | Kvenneberga, Småland |       | 56.932681, 14.506902 | 10072700780001 | Ladda upp en bild av detta fornminne |
| Kvenneberga 79:1 | Stensättning        |              | Kvenneberga, Småland |       | 56.948213, 14.514028 | 10072700790001 | Ladda upp en bild av detta fornminne |

## Lekaryd
| Namn                                  | Lämningstyp                 | Tillkomsttid | Historisk indelning | Plats | Läge                 | ID-nr          | Bild                                      |
| ------------------------------------- | --------------------------- | ------------ | ------------------- | ----- | -------------------- | -------------- | ----------------------------------------- |
| Lekaryd 2:1                           | Röse                        |              | Lekaryd, Småland    |       | 56.921858, 14.584541 | 10072900020001 | Ladda upp en bild av detta fornminne      |
| Lekaryd 3:1                           | Hällristning                |              | Lekaryd, Småland    |       | 56.924144, 14.581196 | 10072900030001 | Ladda upp en bild av detta fornminne      |
| Lekaryd 4:1                           | Stenkammargrav              |              | Lekaryd, Småland    |       | 56.923818, 14.579103 | 10072900040001 | Ladda upp en bild av detta fornminne      |
| Bylundaröret (Lekaryd 11:1)           | Röse                        |              | Lekaryd, Småland    |       | 56.928470, 14.574748 | 10072900110001 | Ladda upp en bild av detta fornminne      |
| Lekaryd 24:1                          | Röse                        |              | Lekaryd, Småland    |       | 56.924856, 14.560163 | 10072900240001 | Ladda upp en bild av detta fornminne      |
| Lekaryd 25:1                          | Röse                        |              | Lekaryd, Småland    |       | 56.926065, 14.560510 | 10072900250001 | Ladda upp en bild av detta fornminne      |
| Lekaryd 26:1                          | Röse                        |              | Lekaryd, Småland    |       | 56.920439, 14.554515 | 10072900260001 | Ladda upp en bild av detta fornminne      |
| Lekaryd 26:2                          | Röse                        |              | Lekaryd, Småland    |       | 56.920221, 14.554994 | 10072900260002 | Ladda upp en bild av detta fornminne      |
| Lekaryd 32:1                          | Röse                        |              | Lekaryd, Småland    |       | 56.934257, 14.560855 | 10072900320001 | Ladda upp en bild av detta fornminne      |
| Lekaryd 33:1                          | Grav markerad av sten/block |              | Lekaryd, Småland    |       | 56.935746, 14.563690 | 10072900330001 | Ladda upp en bild av detta fornminne      |
| Lekaryd 33:2                          | Grav markerad av sten/block |              | Lekaryd, Småland    |       | 56.935686, 14.563515 | 10072900330002 | Ladda upp en bild av detta fornminne      |
| Lekaryd 33:3                          | Grav markerad av sten/block |              | Lekaryd, Småland    |       | 56.935518, 14.562811 | 10072900330003 | Ladda upp en bild av detta fornminne      |
| Lekaryd 33:4                          | Stenkrets                   |              | Lekaryd, Småland    |       | 56.935378, 14.562447 | 10072900330004 | Ladda upp en bild av detta fornminne      |
| Lekaryd 33:5                          | Stensättning                |              | Lekaryd, Småland    |       | 56.935152, 14.562611 | 10072900330005 | Ladda upp en bild av detta fornminne      |
| Lyckebacke (Lekaryd 34:1)             | Gravfält                    |              | Lekaryd, Småland    |       | 56.936740, 14.564774 | 10072900340001 | Ladda upp en bild av detta fornminne      |
| Lekaryd 35:1                          | Stensättning                |              | Lekaryd, Småland    |       | 56.936948, 14.566833 | 10072900350001 | Ladda upp en bild av detta fornminne      |
| Lekaryd 35:2                          | Stensättning                |              | Lekaryd, Småland    |       | 56.937065, 14.566922 | 10072900350002 | Ladda upp en bild av detta fornminne      |
| Lekaryd 38:1                          | Röse                        |              | Lekaryd, Småland    |       | 56.941694, 14.567754 | 10072900380001 | Ladda upp en bild av detta fornminne      |
| Lekaryd 39:1                          | Röse                        |              | Lekaryd, Småland    |       | 56.942798, 14.568565 | 10072900390001 | Ladda upp en bild av detta fornminne      |
| Lekaryd 40:1                          | Stensättning                |              | Lekaryd, Småland    |       | 56.947489, 14.569592 | 10072900400001 | Ladda upp en bild av detta fornminne      |
| Lekaryd 46:1                          | Hällristning                |              | Lekaryd, Småland    |       | 56.934528, 14.580270 | 10072900460001 | Ladda upp en bild av detta fornminne      |
| Lekaryd 47:1                          | Hög                         |              | Lekaryd, Småland    |       | 56.935735, 14.579391 | 10072900470001 | Ladda upp en bild av detta fornminne      |
| Stora Rör (Lekaryd 50:1)              | Röse                        |              | Lekaryd, Småland    |       | 56.957256, 14.595514 | 10072900500001 | Ladda upp en bild av detta fornminne      |
| Kronan (Lekaryd 51:1)                 | Röse                        |              | Lekaryd, Småland    |       | 56.957970, 14.597455 | 10072900510001 | Ladda upp en bild av detta fornminne      |
| Lekaryd 55:1                          | Stenkammargrav              |              | Lekaryd, Småland    |       | 56.949906, 14.604600 | 10072900550001 | Ladda upp en bild av detta fornminne      |
| Lekaryd 55:2                          | Stensättning                |              | Lekaryd, Småland    |       | 56.949908, 14.604512 | 10072900550002 | Ladda upp en bild av detta fornminne      |
| Lekaryd 60:1                          | Röse                        |              | Lekaryd, Småland    |       | 56.984692, 14.567340 | 10072900600001 | Ladda upp en bild av detta fornminne      |
| Kongshögen/Kongsgraven (Lekaryd 63:1) | Gravfält                    |              | Lekaryd, Småland    |       | 56.956939, 14.572033 | 10072900630001 | Ladda upp en till bild av detta fornminne |
| Lekaryd 64:1                          | Minnesmärke                 |              | Lekaryd, Småland    |       | 56.971452, 14.564867 | 10072900640001 | Ladda upp en bild av detta fornminne      |
| Tumlinge rör (Lekaryd 65:1)           | Röse                        |              | Lekaryd, Småland    |       | 56.968028, 14.568164 | 10072900650001 | Ladda upp en till bild av detta fornminne |
| Lekaryd 68:1                          | Röse                        |              | Lekaryd, Småland    |       | 56.920293, 14.614562 | 10072900680001 | Ladda upp en bild av detta fornminne      |
| Lekaryd 68:2                          | Hällristning                |              | Lekaryd, Småland    |       | 56.920387, 14.614686 | 10072900680002 | Ladda upp en bild av detta fornminne      |
| Lekaryd 78:1                          | Hällristning                |              | Lekaryd, Småland    |       | 56.925466, 14.584551 | 10072900780001 | Ladda upp en bild av detta fornminne      |
| Lekaryd 79:1                          | Röse                        |              | Lekaryd, Småland    |       | 56.925505, 14.612804 | 10072900790001 | Ladda upp en bild av detta fornminne      |
| Lekaryd 80:1                          | Hällristning                |              | Lekaryd, Småland    |       | 56.926980, 14.578584 | 10072900800001 | Ladda upp en bild av detta fornminne      |
| Lekaryd 82:1                          | Röse                        |              | Lekaryd, Småland    |       | 56.923787, 14.576757 | 10072900820001 | Ladda upp en bild av detta fornminne      |
| Lekaryd 84:1                          | Hällristning                |              | Lekaryd, Småland    |       | 56.931918, 14.579497 | 10072900840001 | Ladda upp en bild av detta fornminne      |
| Lekaryd 87:1                          | Hällristning                |              | Lekaryd, Småland    |       | 56.952911, 14.569171 | 10072900870001 | Ladda upp en bild av detta fornminne      |
| Lekaryd 89:1                          | Stensättning                |              | Lekaryd, Småland    |       | 56.935865, 14.566375 | 10072900890001 | Ladda upp en bild av detta fornminne      |
| Lekaryd 90:1                          | Röse                        |              | Lekaryd, Småland    |       | 56.933296, 14.549141 | 10072900900001 | Ladda upp en bild av detta fornminne      |
| Tumlinge rör (Lekaryd 91:1)           | Röse                        |              | Lekaryd, Småland    |       | 56.929665, 14.563098 | 10072900910001 | Ladda upp en bild av detta fornminne      |
| Lekaryd 92:1                          | Stensättning                |              | Lekaryd, Småland    |       | 56.929855, 14.564063 | 10072900920001 | Ladda upp en bild av detta fornminne      |
| Lekaryd 93:1                          | Stensättning                |              | Lekaryd, Småland    |       | 56.930521, 14.564955 | 10072900930001 | Ladda upp en bild av detta fornminne      |
| Lekaryd 93:2                          | Stensättning                |              | Lekaryd, Småland    |       | 56.930362, 14.564667 | 10072900930002 | Ladda upp en bild av detta fornminne      |
| Lekaryd 94:1                          | Stensättning                |              | Lekaryd, Småland    |       | 56.938222, 14.543420 | 10072900940001 | Ladda upp en bild av detta fornminne      |
| Lekaryd 102:1                         | Stensättning                |              | Lekaryd, Småland    |       | 56.961006, 14.565056 | 10072901020001 | Ladda upp en bild av detta fornminne      |
| Lekaryd 122:1                         | Röse                        |              | Lekaryd, Småland    |       | 56.980904, 14.566104 | 10072901220001 | Ladda upp en bild av detta fornminne      |
| Åkersnäs (Lekaryd 124:1)              | Lägenhetsbebyggelse         |              | Lekaryd, Småland    |       | 56.921878, 14.592088 | 10072901240001 | Ladda upp en bild av detta fornminne      |

## Mistelås
| Namn                           | Lämningstyp                 | Tillkomsttid | Historisk indelning | Plats | Läge                 | ID-nr          | Bild                                 |
| ------------------------------ | --------------------------- | ------------ | ------------------- | ----- | -------------------- | -------------- | ------------------------------------ |
| Mistelås 3:1                   | Gravfält                    |              | Mistelås, Småland   |       | 56.980331, 14.402087 | 10073700030001 | Ladda upp en bild av detta fornminne |
| Drakarör (Mistelås 5:1)        | Röse                        |              | Mistelås, Småland   |       | 56.988743, 14.382745 | 10073700050001 | Ladda upp en bild av detta fornminne |
| Drakarör (Mistelås 5:2)        | Röse                        |              | Mistelås, Småland   |       | 56.988812, 14.382694 | 10073700050002 | Ladda upp en bild av detta fornminne |
| Mistelås 9:1                   | Röse                        |              | Mistelås, Småland   |       | 57.022417, 14.402691 | 10073700090001 | Ladda upp en bild av detta fornminne |
| Mistelås 11:1                  | Stenkammargrav              |              | Mistelås, Småland   |       | 57.003575, 14.418383 | 10073700110001 | Ladda upp en bild av detta fornminne |
| Mistelås 19:1                  | Hög                         |              | Mistelås, Småland   |       | 57.018621, 14.379956 | 10073700190001 | Ladda upp en bild av detta fornminne |
| Mistelås 19:2                  | Stensättning                |              | Mistelås, Småland   |       | 57.018820, 14.379612 | 10073700190002 | Ladda upp en bild av detta fornminne |
| Mistelås 19:3                  | Stensättning                |              | Mistelås, Småland   |       | 57.018987, 14.379375 | 10073700190003 | Ladda upp en bild av detta fornminne |
| Mistelås 19:4                  | Stensättning                |              | Mistelås, Småland   |       | 57.019323, 14.378997 | 10073700190004 | Ladda upp en bild av detta fornminne |
| Mistelås 23:1                  | Gravfält                    |              | Mistelås, Småland   |       | 57.017676, 14.377990 | 10073700230001 | Ladda upp en bild av detta fornminne |
| Mistelås 25:1                  | Minnesmärke                 |              | Mistelås, Småland   |       | 57.001790, 14.401894 | 10073700250001 | Ladda upp en bild av detta fornminne |
| Mistelås 27:1                  | Stenkammargrav              |              | Mistelås, Småland   |       | 57.043250, 14.351852 | 10073700270001 | Ladda upp en bild av detta fornminne |
| Mistelås 30:1                  | Röse                        |              | Mistelås, Småland   |       | 56.996878, 14.414822 | 10073700300001 | Ladda upp en bild av detta fornminne |
| Mistelås 33:1                  | Röse                        |              | Mistelås, Småland   |       | 57.015240, 14.402360 | 10073700330001 | Ladda upp en bild av detta fornminne |
| Mistelås 33:2                  | Stensättning                |              | Mistelås, Småland   |       | 57.015059, 14.402713 | 10073700330002 | Ladda upp en bild av detta fornminne |
| Mistelås 33:3                  | Röse                        |              | Mistelås, Småland   |       | 57.015127, 14.403276 | 10073700330003 | Ladda upp en bild av detta fornminne |
| Mistelås 33:4                  | Röse                        |              | Mistelås, Småland   |       | 57.015419, 14.402473 | 10073700330004 | Ladda upp en bild av detta fornminne |
| Mistelås 60:1                  | Röse                        |              | Mistelås, Småland   |       | 56.995510, 14.414417 | 10073700600001 | Ladda upp en bild av detta fornminne |
| Mistelås 61:1                  | Röse                        |              | Mistelås, Småland   |       | 56.999297, 14.416588 | 10073700610001 | Ladda upp en bild av detta fornminne |
| Kopparhult (Mistelås 74:1)     | Lägenhetsbebyggelse         |              | Mistelås, Småland   |       | 57.048942, 14.385424 | 10073700740001 | Ladda upp en bild av detta fornminne |
| Jönstorp (Mistelås 77:1)       | Lägenhetsbebyggelse         |              | Mistelås, Småland   |       | 57.019464, 14.372381 | 10073700770001 | Ladda upp en bild av detta fornminne |
| Erngislabygget (Mistelås 78:1) | Lägenhetsbebyggelse         |              | Mistelås, Småland   |       | 57.041140, 14.392490 | 10073700780001 | Ladda upp en bild av detta fornminne |
| Eriksbygget (Mistelås 80:1)    | Lägenhetsbebyggelse         |              | Mistelås, Småland   |       | 57.030341, 14.392366 | 10073700800001 | Ladda upp en bild av detta fornminne |
| Eketorpet (Mistelås 85:1)      | Lägenhetsbebyggelse         |              | Mistelås, Småland   |       | 56.987043, 14.386894 | 10073700850001 | Ladda upp en bild av detta fornminne |
| Mistelås 116                   | Stenkammargrav              |              | Mistelås, Småland   |       | 57.018082, 14.395831 | 12000000091451 | Ladda upp en bild av detta fornminne |
| Mistelås 150                   | Stensättning                |              | Mistelås, Småland   |       | 57.032653, 14.339704 | 12000000091611 | Ladda upp en bild av detta fornminne |
| Mistelås 200                   | Grav markerad av sten/block |              | Mistelås, Småland   |       | 57.002160, 14.381838 | 12000000107296 | Ladda upp en bild av detta fornminne |
| Mistelås 203                   | Stensättning                |              | Mistelås, Småland   |       | 57.017523, 14.395890 | 12000000107299 | Ladda upp en bild av detta fornminne |
| Mistelås 206                   | Hög                         |              | Mistelås, Småland   |       | 57.018543, 14.400703 | 12000000107302 | Ladda upp en bild av detta fornminne |
| Mistelås 212                   | Röse                        |              | Mistelås, Småland   |       | 57.024839, 14.408376 | 12000000107308 | Ladda upp en bild av detta fornminne |
| Mistelås 231                   | Stensättning                |              | Mistelås, Småland   |       | 57.012795, 14.370221 | 12000000108042 | Ladda upp en bild av detta fornminne |

## Moheda
| Namn                                   | Lämningstyp         | Tillkomsttid | Historisk indelning | Plats | Läge                 | ID-nr          | Bild                                      |
| -------------------------------------- | ------------------- | ------------ | ------------------- | ----- | -------------------- | -------------- | ----------------------------------------- |
| Moheda 2:1                             | Hög                 |              | Moheda, Småland     |       | 57.052667, 14.550276 | 10073800020001 | Ladda upp en bild av detta fornminne      |
| Moheda 3:1                             | Gravfält            |              | Moheda, Småland     |       | 57.015031, 14.553197 | 10073800030001 | Ladda upp en bild av detta fornminne      |
| Korsbacken (Moheda 4:1)                | Gravfält            |              | Moheda, Småland     |       | 57.019164, 14.564369 | 10073800040001 | Ladda upp en till bild av detta fornminne |
| Moheda 6:1                             | Stenkammargrav      |              | Moheda, Småland     |       | 57.018842, 14.563673 | 10073800060001 | Ladda upp en bild av detta fornminne      |
| Moheda 7:1                             | Gravfält            |              | Moheda, Småland     |       | 57.015343, 14.565650 | 10073800070001 | Ladda upp en till bild av detta fornminne |
| Tutarör (Moheda 8:1)                   | Röse                |              | Moheda, Småland     |       | 57.010451, 14.533797 | 10073800080001 | Ladda upp en bild av detta fornminne      |
| Storjerör (Moheda 9:1)                 | Röse                |              | Moheda, Småland     |       | 56.981472, 14.581268 | 10073800090001 | Ladda upp en bild av detta fornminne      |
| Moheda 10:1                            | Gravfält            |              | Moheda, Småland     |       | 56.987386, 14.579060 | 10073800100001 | Ladda upp en bild av detta fornminne      |
| Moheda 11:1                            | Röse                |              | Moheda, Småland     |       | 56.990583, 14.592716 | 10073800110001 | Ladda upp en bild av detta fornminne      |
| Moheda 12:1                            | Röse                |              | Moheda, Småland     |       | 56.991344, 14.595266 | 10073800120001 | Ladda upp en bild av detta fornminne      |
| Rannekull (Moheda 13:1)                | Röse                |              | Moheda, Småland     |       | 56.999264, 14.605909 | 10073800130001 | Ladda upp en bild av detta fornminne      |
| Moheda 14:1                            | Röse                |              | Moheda, Småland     |       | 56.995416, 14.593178 | 10073800140001 | Ladda upp en bild av detta fornminne      |
| Moheda 15:1                            | Röse                |              | Moheda, Småland     |       | 56.997364, 14.617831 | 10073800150001 | Ladda upp en bild av detta fornminne      |
| Moheda 15:2                            | Röse                |              | Moheda, Småland     |       | 56.997669, 14.617124 | 10073800150002 | Ladda upp en bild av detta fornminne      |
| Moheda 15:3                            | Stensättning        |              | Moheda, Småland     |       | 56.997806, 14.616690 | 10073800150003 | Ladda upp en bild av detta fornminne      |
| Sköllerör (Moheda 17:1)                | Röse                |              | Moheda, Småland     |       | 56.992438, 14.615231 | 10073800170001 | Ladda upp en bild av detta fornminne      |
| Moheda 18:1                            | Röse                |              | Moheda, Småland     |       | 56.992582, 14.621561 | 10073800180001 | Ladda upp en bild av detta fornminne      |
| Moheda 19:1                            | Röse                |              | Moheda, Småland     |       | 57.010601, 14.616226 | 10073800190001 | Ladda upp en bild av detta fornminne      |
| Moheda 20:1                            | Röse                |              | Moheda, Småland     |       | 57.008578, 14.590350 | 10073800200001 | Ladda upp en bild av detta fornminne      |
| Moheda 21:1                            | Röse                |              | Moheda, Småland     |       | 57.008843, 14.612268 | 10073800210001 | Ladda upp en bild av detta fornminne      |
| Moheda 22:1                            | Stenkammargrav      |              | Moheda, Småland     |       | 57.009443, 14.610259 | 10073800220001 | Ladda upp en bild av detta fornminne      |
| Moheda 23:1                            | Röse                |              | Moheda, Småland     |       | 56.994370, 14.564885 | 10073800230001 | Ladda upp en bild av detta fornminne      |
| Moheda 23:2                            | Röse                |              | Moheda, Småland     |       | 56.994139, 14.565058 | 10073800230002 | Ladda upp en bild av detta fornminne      |
| Moheda 23:3                            | Röse                |              | Moheda, Småland     |       | 56.993846, 14.565114 | 10073800230003 | Ladda upp en bild av detta fornminne      |
| Moheda 24:1                            | Stensättning        |              | Moheda, Småland     |       | 56.991806, 14.565513 | 10073800240001 | Ladda upp en bild av detta fornminne      |
| Moheda 25:1                            | Hög                 |              | Moheda, Småland     |       | 56.991623, 14.564105 | 10073800250001 | Ladda upp en bild av detta fornminne      |
| Stora rör (Moheda 26:1)                | Röse                |              | Moheda, Småland     |       | 56.997639, 14.545840 | 10073800260001 | Ladda upp en bild av detta fornminne      |
| Moheda 28:1                            | Röse                |              | Moheda, Småland     |       | 57.009813, 14.595098 | 10073800280001 | Ladda upp en bild av detta fornminne      |
| Moheda 29:1                            | Hög                 |              | Moheda, Småland     |       | 56.985031, 14.583004 | 10073800290001 | Ladda upp en bild av detta fornminne      |
| Moheda 30:1                            | Stenkammargrav      |              | Moheda, Småland     |       | 56.971250, 14.580661 | 10073800300001 | Ladda upp en bild av detta fornminne      |
| Moheda 31:1                            | Stensättning        |              | Moheda, Småland     |       | 56.996631, 14.606232 | 10073800310001 | Ladda upp en bild av detta fornminne      |
| Moheda 32:1                            | Röse                |              | Moheda, Småland     |       | 57.004771, 14.604089 | 10073800320001 | Ladda upp en bild av detta fornminne      |
| Moheda 33:1                            | Röse                |              | Moheda, Småland     |       | 56.989235, 14.627561 | 10073800330001 | Ladda upp en bild av detta fornminne      |
| Moheda 33:2                            | Stensättning        |              | Moheda, Småland     |       | 56.989379, 14.627518 | 10073800330002 | Ladda upp en bild av detta fornminne      |
| Moheda 34:1                            | Röse                |              | Moheda, Småland     |       | 57.000083, 14.610149 | 10073800340001 | Ladda upp en bild av detta fornminne      |
| Moheda 35:1                            | Hög                 |              | Moheda, Småland     |       | 56.999795, 14.615849 | 10073800350001 | Ladda upp en bild av detta fornminne      |
| Moheda 35:2                            | Stensättning        |              | Moheda, Småland     |       | 56.999951, 14.615981 | 10073800350002 | Ladda upp en bild av detta fornminne      |
| Moheda 36:1                            | Stenkammargrav      |              | Moheda, Småland     |       | 57.061621, 14.597688 | 10073800360001 | Ladda upp en till bild av detta fornminne |
| Moheda 39:1                            | Gravfält            |              | Moheda, Småland     |       | 56.997117, 14.565029 | 10073800390001 | Ladda upp en bild av detta fornminne      |
| Moheda 40:1                            | Gravfält            |              | Moheda, Småland     |       | 56.996087, 14.564923 | 10073800400001 | Ladda upp en bild av detta fornminne      |
| Moheda 41:1                            | Stensättning        |              | Moheda, Småland     |       | 56.996843, 14.545481 | 10073800410001 | Ladda upp en bild av detta fornminne      |
| Moheda 41:2                            | Stensättning        |              | Moheda, Småland     |       | 56.997021, 14.545712 | 10073800410002 | Ladda upp en bild av detta fornminne      |
| Moheda 42:1                            | Röse                |              | Moheda, Småland     |       | 56.995611, 14.606144 | 10073800420001 | Ladda upp en bild av detta fornminne      |
| Moheda 44:1                            | Röse                |              | Moheda, Småland     |       | 57.000128, 14.562061 | 10073800440001 | Ladda upp en bild av detta fornminne      |
| Moheda 80:1                            | Lägenhetsbebyggelse |              | Moheda, Småland     |       | 57.067317, 14.612777 | 10073800800001 | Ladda upp en bild av detta fornminne      |
| Södra Svenan, Svenahem (Moheda 91:1)   | Lägenhetsbebyggelse |              | Moheda, Småland     |       | 57.080723, 14.577233 | 10073800910001 | Ladda upp en bild av detta fornminne      |
| Moheda 97:1                            | Lägenhetsbebyggelse |              | Moheda, Småland     |       | 57.064057, 14.606332 | 10073800970001 | Ladda upp en bild av detta fornminne      |
| Moheda 101:1                           | Röse                |              | Moheda, Småland     |       | 56.991680, 14.629359 | 10073801010001 | Ladda upp en bild av detta fornminne      |
| Moheda 107:1                           | Röse                |              | Moheda, Småland     |       | 56.995974, 14.605770 | 10073801070001 | Ladda upp en bild av detta fornminne      |
| Moheda 109:1                           | Röse                |              | Moheda, Småland     |       | 56.988715, 14.596128 | 10073801090001 | Ladda upp en bild av detta fornminne      |
| Moheda 112:1                           | Hög                 |              | Moheda, Småland     |       | 56.987136, 14.583130 | 10073801120001 | Ladda upp en bild av detta fornminne      |
| Moheda 112:2                           | Hög                 |              | Moheda, Småland     |       | 56.986813, 14.583008 | 10073801120002 | Ladda upp en bild av detta fornminne      |
| Moheda 114:1                           | Hög                 |              | Moheda, Småland     |       | 56.992838, 14.595287 | 10073801140001 | Ladda upp en bild av detta fornminne      |
| Moheda 114:2                           | Hög                 |              | Moheda, Småland     |       | 56.992624, 14.594958 | 10073801140002 | Ladda upp en bild av detta fornminne      |
| Moheda 115:1                           | Röse                |              | Moheda, Småland     |       | 56.997932, 14.592396 | 10073801150001 | Ladda upp en bild av detta fornminne      |
| Moheda 116:1                           | Hällristning        |              | Moheda, Småland     |       | 57.007534, 14.568992 | 10073801160001 | Ladda upp en till bild av detta fornminne |
| Moheda 117:1                           | Röse                |              | Moheda, Småland     |       | 57.028664, 14.560619 | 10073801170001 | Ladda upp en till bild av detta fornminne |
| Hökarör, Pengafälle rör (Moheda 118:1) | Stensättning        |              | Moheda, Småland     |       | 57.023227, 14.532589 | 10073801180001 | Ladda upp en till bild av detta fornminne |
| Moheda 120:1                           | Hög                 |              | Moheda, Småland     |       | 56.988264, 14.566504 | 10073801200001 | Ladda upp en bild av detta fornminne      |
| Moheda 121:1                           | Röse                |              | Moheda, Småland     |       | 56.987632, 14.567454 | 10073801210001 | Ladda upp en bild av detta fornminne      |
| Moheda 122:1                           | Stensättning        |              | Moheda, Småland     |       | 56.997356, 14.544656 | 10073801220001 | Ladda upp en bild av detta fornminne      |
| Moheda 125:1                           | Stensättning        |              | Moheda, Småland     |       | 57.027897, 14.542078 | 10073801250001 | Ladda upp en bild av detta fornminne      |
| Moheda 126:1                           | Stensättning        |              | Moheda, Småland     |       | 57.027446, 14.542176 | 10073801260001 | Ladda upp en bild av detta fornminne      |
| Moheda 126:2                           | Röse                |              | Moheda, Småland     |       | 57.027365, 14.541940 | 10073801260002 | Ladda upp en till bild av detta fornminne |
| Moheda 128:1                           | Stensättning        |              | Moheda, Småland     |       | 57.014196, 14.531128 | 10073801280001 | Ladda upp en bild av detta fornminne      |
| Moheda 129:1                           | Stensättning        |              | Moheda, Småland     |       | 57.003849, 14.628111 | 10073801290001 | Ladda upp en bild av detta fornminne      |
| Moheda 132:1                           | Stensättning        |              | Moheda, Småland     |       | 57.011409, 14.619418 | 10073801320001 | Ladda upp en bild av detta fornminne      |
| Moheda 135:1                           | Stensättning        |              | Moheda, Småland     |       | 57.005702, 14.605832 | 10073801350001 | Ladda upp en bild av detta fornminne      |
| Moheda 136:1                           | Röse                |              | Moheda, Småland     |       | 57.002244, 14.605469 | 10073801360001 | Ladda upp en bild av detta fornminne      |
| Moheda 136:2                           | Stensättning        |              | Moheda, Småland     |       | 57.002371, 14.605055 | 10073801360002 | Ladda upp en bild av detta fornminne      |
| Moheda 138:1                           | Stensättning        |              | Moheda, Småland     |       | 57.039353, 14.599588 | 10073801380001 | Ladda upp en bild av detta fornminne      |
| Moheda 176                             | Stenkammargrav      |              | Moheda, Småland     |       | 57.062710, 14.558385 | 12000000092304 | Ladda upp en bild av detta fornminne      |
| Moheda 214                             | Röse                |              | Moheda, Småland     |       | 57.073709, 14.539223 | 12000000092342 | Ladda upp en bild av detta fornminne      |
| Moheda 245                             | Stensättning        |              | Moheda, Småland     |       | 57.033830, 14.587254 | 12000000093055 | Ladda upp en bild av detta fornminne      |
| Moheda 282                             | Stensättning        |              | Moheda, Småland     |       | 57.042934, 14.608515 | 12000000093451 | Ladda upp en bild av detta fornminne      |
| Moheda 416                             | Stensättning        |              | Moheda, Småland     |       | 57.045353, 14.594883 | 12000000098504 | Ladda upp en bild av detta fornminne      |
| Moheda 424                             | Gravfält            |              | Moheda, Småland     |       | 57.051115, 14.595119 | 12000000098512 | Ladda upp en bild av detta fornminne      |
| Moheda 429                             | Stensättning        |              | Moheda, Småland     |       | 57.049056, 14.621945 | 12000000104272 | Ladda upp en bild av detta fornminne      |
| Moheda 430                             | Stensättning        |              | Moheda, Småland     |       | 57.052971, 14.620823 | 12000000104273 | Ladda upp en bild av detta fornminne      |
| Moheda 431                             | Stensättning        |              | Moheda, Småland     |       | 57.048716, 14.622302 | 12000000104274 | Ladda upp en bild av detta fornminne      |
| Moheda 437                             | Stensättning        |              | Moheda, Småland     |       | 57.051429, 14.522853 | 12000000104280 | Ladda upp en bild av detta fornminne      |
| Moheda 479                             | Stenkammargrav      |              | Moheda, Småland     |       | 57.022710, 14.532004 | 12000000112012 | Ladda upp en bild av detta fornminne      |
| Moheda 493                             | Stensättning        |              | Moheda, Småland     |       | 57.028275, 14.541546 | 12000000112026 | Ladda upp en bild av detta fornminne      |
| Moheda 494                             | Stensättning        |              | Moheda, Småland     |       | 57.023047, 14.532266 | 12000000112027 | Ladda upp en bild av detta fornminne      |
| Moheda 512                             | Stenkammargrav      |              | Moheda, Småland     |       | 57.014311, 14.551991 | 12000000112686 | Ladda upp en bild av detta fornminne      |
| Moheda 518                             | Stensättning        |              | Moheda, Småland     |       | 57.074363, 14.626113 | 12000000112924 | Ladda upp en bild av detta fornminne      |
| Moheda 520                             | Stensättning        |              | Moheda, Småland     |       | 57.073216, 14.625547 | 12000000112926 | Ladda upp en bild av detta fornminne      |
| Moheda 522                             | Stensättning        |              | Moheda, Småland     |       | 57.074590, 14.626173 | 12000000112928 | Ladda upp en bild av detta fornminne      |
| Moheda 618                             | Stenkammargrav      |              | Moheda, Småland     |       | 57.016704, 14.564959 | 12000000136272 | Ladda upp en bild av detta fornminne      |
| Lekaryd 121:1                          | Kvarn               |              | Moheda, Småland     |       | 56.976911, 14.573752 | 10072901210001 | Ladda upp en bild av detta fornminne      |

## Skatelöv
| Namn                                     | Lämningstyp                 | Tillkomsttid | Historisk indelning | Plats | Läge                 | ID-nr          | Bild                                      |
| ---------------------------------------- | --------------------------- | ------------ | ------------------- | ----- | -------------------- | -------------- | ----------------------------------------- |
| Skatelöv 1:1                             | Gravfält                    |              | Skatelöv, Småland   |       | 56.770826, 14.565770 | 10074700010001 | Ladda upp en bild av detta fornminne      |
| Högåkers hög (Skatelöv 2:1)              | Stenkammargrav              |              | Skatelöv, Småland   |       | 56.754951, 14.566226 | 10074700020001 | Ladda upp en bild av detta fornminne      |
| Skatelöv 3:1                             | Grav markerad av sten/block |              | Skatelöv, Småland   |       | 56.754237, 14.581983 | 10074700030001 | Ladda upp en bild av detta fornminne      |
| Skatelöv 4:1                             | Gravfält                    |              | Skatelöv, Småland   |       | 56.758258, 14.583410 | 10074700040001 | Ladda upp en till bild av detta fornminne |
| Skatelöv 7:1                             | Hällristning                |              | Skatelöv, Småland   |       | 56.765934, 14.601878 | 10074700070001 | Ladda upp en bild av detta fornminne      |
| Bosabacken, el. Gudehögen (Skatelöv 8:1) | Hög                         |              | Skatelöv, Småland   |       | 56.759786, 14.603006 | 10074700080001 | Ladda upp en bild av detta fornminne      |
| Skatelöv 9:1                             | Hög                         |              | Skatelöv, Småland   |       | 56.760263, 14.604982 | 10074700090001 | Ladda upp en bild av detta fornminne      |
| Lingarör (Skatelöv 10:1)                 | Röse                        |              | Skatelöv, Småland   |       | 56.762221, 14.606656 | 10074700100001 | Ladda upp en bild av detta fornminne      |
| Lingarör (Skatelöv 10:2)                 | Röse                        |              | Skatelöv, Småland   |       | 56.762314, 14.607374 | 10074700100002 | Ladda upp en bild av detta fornminne      |
| Skatelöv 11:1                            | Kyrka/kapell                |              | Skatelöv, Småland   |       | 56.754859, 14.582940 | 10074700110001 | Ladda upp en bild av detta fornminne      |
| Skatelöv 11:2                            | Minnesmärke                 |              | Skatelöv, Småland   |       | 56.754862, 14.583047 | 10074700110002 | Ladda upp en bild av detta fornminne      |
| Skatelöv 14:1                            | Gravfält                    |              | Skatelöv, Småland   |       | 56.754485, 14.614505 | 10074700140001 | Ladda upp en bild av detta fornminne      |
| Skatelöv 15:1                            | Röse                        |              | Skatelöv, Småland   |       | 56.759165, 14.628606 | 10074700150001 | Ladda upp en bild av detta fornminne      |
| Skatelöv 16:1                            | Stensättning                |              | Skatelöv, Småland   |       | 56.755450, 14.623659 | 10074700160001 | Ladda upp en bild av detta fornminne      |
| Skatelöv 16:2                            | Stensättning                |              | Skatelöv, Småland   |       | 56.755539, 14.623752 | 10074700160002 | Ladda upp en bild av detta fornminne      |
| Skatelöv 17:1                            | Röse                        |              | Skatelöv, Småland   |       | 56.755203, 14.626746 | 10074700170001 | Ladda upp en bild av detta fornminne      |
| Skatelöv 19:1                            | Röse                        |              | Skatelöv, Småland   |       | 56.765461, 14.633239 | 10074700190001 | Ladda upp en bild av detta fornminne      |
| Skatelöv 20:1                            | Röse                        |              | Skatelöv, Småland   |       | 56.803823, 14.595087 | 10074700200001 | Ladda upp en bild av detta fornminne      |
| Skatelöv 22:1                            | Stenkammargrav              |              | Skatelöv, Småland   |       | 56.713250, 14.641722 | 10074700220001 | Ladda upp en bild av detta fornminne      |
| Skatelöv 23:1                            | Röse                        |              | Skatelöv, Småland   |       | 56.782800, 14.594949 | 10074700230001 | Ladda upp en bild av detta fornminne      |
| Gärdsåkerskull (Skatelöv 24:1)           | Hög                         |              | Skatelöv, Småland   |       | 56.764849, 14.612089 | 10074700240001 | Ladda upp en bild av detta fornminne      |
| Moderkullen (Skatelöv 25:1)              | Röse                        |              | Skatelöv, Småland   |       | 56.762928, 14.610559 | 10074700250001 | Ladda upp en bild av detta fornminne      |
| Skatelöv 31:1                            | Röse                        |              | Skatelöv, Småland   |       | 56.747293, 14.665361 | 10074700310001 | Ladda upp en bild av detta fornminne      |
| Skatelöv 32:1                            | Stenkammargrav              |              | Skatelöv, Småland   |       | 56.748741, 14.664554 | 10074700320001 | Ladda upp en bild av detta fornminne      |
| Skatelöv 32:2                            | Stensättning                |              | Skatelöv, Småland   |       | 56.748607, 14.664590 | 10074700320002 | Ladda upp en bild av detta fornminne      |
| Skatelöv 35:1                            | Röse                        |              | Skatelöv, Småland   |       | 56.766139, 14.631356 | 10074700350001 | Ladda upp en bild av detta fornminne      |
| Skatelöv 36:1                            | Stensättning                |              | Skatelöv, Småland   |       | 56.767776, 14.634837 | 10074700360001 | Ladda upp en bild av detta fornminne      |
| Skatelöv 52:1                            | Röse                        |              | Skatelöv, Småland   |       | 56.801471, 14.599040 | 10074700520001 | Ladda upp en bild av detta fornminne      |
| Skatelöv 101:1                           | Gravfält                    |              | Skatelöv, Småland   |       | 56.755491, 14.553704 | 10074701010001 | Ladda upp en bild av detta fornminne      |
| Skatelöv 102:1                           | Stensättning                |              | Skatelöv, Småland   |       | 56.755561, 14.552562 | 10074701020001 | Ladda upp en bild av detta fornminne      |
| Skatelöv 107:1                           | Gravfält                    |              | Skatelöv, Småland   |       | 56.732550, 14.575451 | 10074701070001 | Ladda upp en bild av detta fornminne      |
| Skatelöv 108:1                           | Gravfält                    |              | Skatelöv, Småland   |       | 56.734109, 14.575632 | 10074701080001 | Ladda upp en bild av detta fornminne      |
| Skatelöv 109:1                           | Gravfält                    |              | Skatelöv, Småland   |       | 56.737807, 14.574576 | 10074701090001 | Ladda upp en bild av detta fornminne      |
| Skatelöv 111:1                           | Runristning                 |              | Skatelöv, Småland   |       | 56.740620, 14.576324 | 10074701110001 | Ladda upp en bild av detta fornminne      |
| Skatelöv 112:1                           | Gravfält                    |              | Skatelöv, Småland   |       | 56.742048, 14.576794 | 10074701120001 | Ladda upp en bild av detta fornminne      |
| Skatelöv 113:1                           | Gravfält                    |              | Skatelöv, Småland   |       | 56.743554, 14.577263 | 10074701130001 | Ladda upp en bild av detta fornminne      |
| Skatelöv 114:1                           | Hög                         |              | Skatelöv, Småland   |       | 56.745820, 14.577504 | 10074701140001 | Ladda upp en bild av detta fornminne      |
| Skatelöv 116:1                           | Gravfält                    |              | Skatelöv, Småland   |       | 56.747021, 14.554974 | 10074701160001 | Ladda upp en bild av detta fornminne      |
| Kung Skägges sten (Skatelöv 119:1)       | Grav markerad av sten/block |              | Skatelöv, Småland   |       | 56.745028, 14.627345 | 10074701190001 | Ladda upp en bild av detta fornminne      |
| Skatelöv 120:1                           | Gravfält                    |              | Skatelöv, Småland   |       | 56.746223, 14.621927 | 10074701200001 | Ladda upp en bild av detta fornminne      |
| Skatelöv 122:1                           | Gravfält                    |              | Skatelöv, Småland   |       | 56.747009, 14.577578 | 10074701220001 | Ladda upp en bild av detta fornminne      |
| Skatelöv 123:1                           | Röse                        |              | Skatelöv, Småland   |       | 56.751934, 14.622900 | 10074701230001 | Ladda upp en bild av detta fornminne      |
| Skatelöv 128:1                           | Röse                        |              | Skatelöv, Småland   |       | 56.701982, 14.582481 | 10074701280001 | Ladda upp en bild av detta fornminne      |
| Skatelöv 129:2                           | Stensättning                |              | Skatelöv, Småland   |       | 56.699819, 14.582806 | 10074701290002 | Ladda upp en bild av detta fornminne      |
| Resers hög (Skatelöv 130:1)              | Röse                        |              | Skatelöv, Småland   |       | 56.704155, 14.584412 | 10074701300001 | Ladda upp en bild av detta fornminne      |
| Skatelöv 132:1                           | Stenkammargrav              |              | Skatelöv, Småland   |       | 56.706705, 14.644003 | 10074701320001 | Ladda upp en bild av detta fornminne      |
| Skatelöv 133:1                           | Stenkammargrav              |              | Skatelöv, Småland   |       | 56.753084, 14.621009 | 10074701330001 | Ladda upp en bild av detta fornminne      |
| Skatelöv 133:2                           | Stensättning                |              | Skatelöv, Småland   |       | 56.753055, 14.620525 | 10074701330002 | Ladda upp en bild av detta fornminne      |
| Skatelöv 133:3                           | Röse                        |              | Skatelöv, Småland   |       | 56.753274, 14.620509 | 10074701330003 | Ladda upp en bild av detta fornminne      |
| Skatelöv 133:4                           | Röse                        |              | Skatelöv, Småland   |       | 56.752659, 14.620485 | 10074701330004 | Ladda upp en bild av detta fornminne      |
| Skatelöv 134:1                           | Grav markerad av sten/block |              | Skatelöv, Småland   |       | 56.744743, 14.576513 | 10074701340001 | Ladda upp en bild av detta fornminne      |
| Skatelöv 134:2                           | Grav markerad av sten/block |              | Skatelöv, Småland   |       | 56.744634, 14.576534 | 10074701340002 | Ladda upp en bild av detta fornminne      |
| Skatelöv 152:1                           | Stensättning                |              | Skatelöv, Småland   |       | 56.706056, 14.578934 | 10074701520001 | Ladda upp en bild av detta fornminne      |
| Skatelöv 154:1                           | Stenkammargrav              |              | Skatelöv, Småland   |       | 56.715121, 14.570723 | 10074701540001 | Ladda upp en bild av detta fornminne      |
| Skatelöv 155:1                           | Stensättning                |              | Skatelöv, Småland   |       | 56.715057, 14.569428 | 10074701550001 | Ladda upp en bild av detta fornminne      |
| Skatelöv 157:1                           | Hällristning                |              | Skatelöv, Småland   |       | 56.717060, 14.571317 | 10074701570001 | Ladda upp en bild av detta fornminne      |
| Skatelöv 160:1                           | Hällristning                |              | Skatelöv, Småland   |       | 56.802913, 14.598044 | 10074701600001 | Ladda upp en bild av detta fornminne      |
| Skatelöv 162:1                           | Röse                        |              | Skatelöv, Småland   |       | 56.804449, 14.602074 | 10074701620001 | Ladda upp en bild av detta fornminne      |
| Skatelöv 197:1                           | Röse                        |              | Skatelöv, Småland   |       | 56.776514, 14.619169 | 10074701970001 | Ladda upp en bild av detta fornminne      |
| Skatelöv 235:1                           | Röse                        |              | Skatelöv, Småland   |       | 56.767377, 14.562024 | 10074702350001 | Ladda upp en bild av detta fornminne      |
| Skatelöv 237:1                           | Röse                        |              | Skatelöv, Småland   |       | 56.749936, 14.564940 | 10074702370001 | Ladda upp en bild av detta fornminne      |
| Skatelöv 282:1                           | Röse                        |              | Skatelöv, Småland   |       | 56.762086, 14.568793 | 10074702820001 | Ladda upp en bild av detta fornminne      |
| Skatelöv 283:1                           | Stensättning                |              | Skatelöv, Småland   |       | 56.760214, 14.566713 | 10074702830001 | Ladda upp en bild av detta fornminne      |
| Skatelöv 285:1                           | Stenkammargrav              |              | Skatelöv, Småland   |       | 56.738302, 14.648724 | 10074702850001 | Ladda upp en bild av detta fornminne      |
| Skatelöv 285:2                           | Stensättning                |              | Skatelöv, Småland   |       | 56.738343, 14.649070 | 10074702850002 | Ladda upp en bild av detta fornminne      |
| Skatelöv 288:1                           | Röse                        |              | Skatelöv, Småland   |       | 56.752483, 14.627379 | 10074702880001 | Ladda upp en bild av detta fornminne      |
| Skatelöv 348:1                           | Röse                        |              | Skatelöv, Småland   |       | 56.691343, 14.658359 | 10074703480001 | Ladda upp en bild av detta fornminne      |
| Skatelöv 355:1                           | Röse                        |              | Skatelöv, Småland   |       | 56.760604, 14.607239 | 10074703550001 | Ladda upp en bild av detta fornminne      |
| Skatelöv 360:1                           | Hällristning                |              | Skatelöv, Småland   |       | 56.803370, 14.595951 | 10074703600001 | Ladda upp en bild av detta fornminne      |
| Skatelöv 409:1                           | Stensättning                |              | Skatelöv, Småland   |       | 56.789676, 14.623012 | 10074704090001 | Ladda upp en bild av detta fornminne      |
| Skatelöv 420:1                           | Röse                        |              | Skatelöv, Småland   |       | 56.766688, 14.562991 | 10074704200001 | Ladda upp en bild av detta fornminne      |

## Slätthög
| Namn                       | Lämningstyp                 | Tillkomsttid | Historisk indelning | Plats | Läge                 | ID-nr          | Bild                                 |
| -------------------------- | --------------------------- | ------------ | ------------------- | ----- | -------------------- | -------------- | ------------------------------------ |
| Slätthög 2:1               | Gravfält                    |              | Slätthög, Småland   |       | 57.005629, 14.524494 | 10074800020001 | Ladda upp en bild av detta fornminne |
| Slätthög 4:1               | Gravfält                    |              | Slätthög, Småland   |       | 57.002584, 14.513332 | 10074800040001 | Ladda upp en bild av detta fornminne |
| Slätthög 5:1               | Gravfält                    |              | Slätthög, Småland   |       | 57.004841, 14.525097 | 10074800050001 | Ladda upp en bild av detta fornminne |
| Slätthög 7:1               | Röse                        |              | Slätthög, Småland   |       | 57.015759, 14.516726 | 10074800070001 | Ladda upp en bild av detta fornminne |
| Slätthög 8:1               | Stensättning                |              | Slätthög, Småland   |       | 57.016786, 14.517089 | 10074800080001 | Ladda upp en bild av detta fornminne |
| Slätthög 9:1               | Gravfält                    |              | Slätthög, Småland   |       | 57.009593, 14.515856 | 10074800090001 | Ladda upp en bild av detta fornminne |
| Slätthög 10:1              | Hög                         |              | Slätthög, Småland   |       | 57.001187, 14.500442 | 10074800100001 | Ladda upp en bild av detta fornminne |
| Slätthög 11:1              | Gravfält                    |              | Slätthög, Småland   |       | 57.004870, 14.504633 | 10074800110001 | Ladda upp en bild av detta fornminne |
| Slätthög 15:1              | Grav markerad av sten/block |              | Slätthög, Småland   |       | 57.033915, 14.517812 | 10074800150001 | Ladda upp en bild av detta fornminne |
| Slätthög 16:1              | Stensättning                |              | Slätthög, Småland   |       | 57.022734, 14.495716 | 10074800160001 | Ladda upp en bild av detta fornminne |
| Trollröret (Slätthög 18:1) | Röse                        |              | Slätthög, Småland   |       | 57.126403, 14.375543 | 10074800180001 | Ladda upp en bild av detta fornminne |
| Slätthög 19:1              | Grav markerad av sten/block |              | Slätthög, Småland   |       | 57.118221, 14.371081 | 10074800190001 | Ladda upp en bild av detta fornminne |
| Slätthög 20:1              | Stenkammargrav              |              | Slätthög, Småland   |       | 57.097288, 14.367161 | 10074800200001 | Ladda upp en bild av detta fornminne |
| Slätthög 21:1              | Stensättning                |              | Slätthög, Småland   |       | 57.127330, 14.376019 | 10074800210001 | Ladda upp en bild av detta fornminne |
| Slätthög 24:1              | Minnesmärke                 |              | Slätthög, Småland   |       | 57.154673, 14.484248 | 10074800240001 | Ladda upp en bild av detta fornminne |
| Slätthög 26:1              | Röse                        |              | Slätthög, Småland   |       | 57.128475, 14.374707 | 10074800260001 | Ladda upp en bild av detta fornminne |
| Slätthög 28:1              | Röse                        |              | Slätthög, Småland   |       | 57.144869, 14.362112 | 10074800280001 | Ladda upp en bild av detta fornminne |
| Skrythult (Slätthög 71:1)  | Lägenhetsbebyggelse         |              | Slätthög, Småland   |       | 57.098472, 14.366889 | 10074800710001 | Ladda upp en bild av detta fornminne |
| Dammtorpet (Slätthög 73:1) | Lägenhetsbebyggelse         |              | Slätthög, Småland   |       | 57.115447, 14.350843 | 10074800730001 | Ladda upp en bild av detta fornminne |
| Slätthög 83:1              | Stensättning                |              | Slätthög, Småland   |       | 57.000184, 14.527511 | 10074800830001 | Ladda upp en bild av detta fornminne |
| Slätthög 132:1             | Hällristning                |              | Slätthög, Småland   |       | 57.095131, 14.442239 | 10074801320001 | Ladda upp en bild av detta fornminne |

## Vislanda
| Namn                                       | Lämningstyp                 | Tillkomsttid | Historisk indelning | Plats | Läge                 | ID-nr          | Bild                                 |
| ------------------------------------------ | --------------------------- | ------------ | ------------------- | ----- | -------------------- | -------------- | ------------------------------------ |
| Vislanda 22:1                              | Gravfält                    |              | Vislanda, Småland   |       | 56.774314, 14.467278 | 10076800220001 | Ladda upp en bild av detta fornminne |
| Vislanda 27:1                              | Stenkammargrav              |              | Vislanda, Småland   |       | 56.749899, 14.445287 | 10076800270001 | Ladda upp en bild av detta fornminne |
| Vislanda 28:1                              | Stenkammargrav              |              | Vislanda, Småland   |       | 56.750392, 14.445641 | 10076800280001 | Ladda upp en bild av detta fornminne |
| Träaröret (Vislanda 29:1)                  | Röse                        |              | Vislanda, Småland   |       | 56.738884, 14.426338 | 10076800290001 | Ladda upp en bild av detta fornminne |
| Målahemmet (Vislanda 55:1)                 | Lägenhetsbebyggelse         |              | Vislanda, Småland   |       | 56.759254, 14.352730 | 10076800550001 | Ladda upp en bild av detta fornminne |
| Vislanda 101:1                             | Gravfält                    |              | Vislanda, Småland   |       | 56.797257, 14.507658 | 10076801010001 | Ladda upp en bild av detta fornminne |
| Tosta säte el.Torsta säte (Vislanda 102:1) | Gravfält                    |              | Vislanda, Småland   |       | 56.791403, 14.512377 | 10076801020001 | Ladda upp en bild av detta fornminne |
| Vislanda 103:1                             | Stensättning                |              | Vislanda, Småland   |       | 56.790897, 14.512038 | 10076801030001 | Ladda upp en bild av detta fornminne |
| Vislanda 104:1                             | Begravningsplats            |              | Vislanda, Småland   |       | 56.789426, 14.506056 | 10076801040001 | Ladda upp en bild av detta fornminne |
| Vislanda 107:1                             | Röse                        |              | Vislanda, Småland   |       | 56.805016, 14.458948 | 10076801070001 | Ladda upp en bild av detta fornminne |
| Vislanda 109:1                             | Röse                        |              | Vislanda, Småland   |       | 56.802767, 14.464999 | 10076801090001 | Ladda upp en bild av detta fornminne |
| Vislanda 110:1                             | Grav markerad av sten/block |              | Vislanda, Småland   |       | 56.803132, 14.467257 | 10076801100001 | Ladda upp en bild av detta fornminne |
| Vislanda 110:2                             | Grav markerad av sten/block |              | Vislanda, Småland   |       | 56.803094, 14.467417 | 10076801100002 | Ladda upp en bild av detta fornminne |
| Vislanda 122:1                             | Stenkammargrav              |              | Vislanda, Småland   |       | 56.732419, 14.387129 | 10076801220001 | Ladda upp en bild av detta fornminne |
| Knektalyckan (Vislanda 139:1)              | Lägenhetsbebyggelse         |              | Vislanda, Småland   |       | 56.737319, 14.379779 | 10076801390001 | Ladda upp en bild av detta fornminne |
| Vislanda 233:1                             | Röse                        |              | Vislanda, Småland   |       | 56.796812, 14.462661 | 10076802330001 | Ladda upp en bild av detta fornminne |

## Västra Torsås
| Namn                              | Lämningstyp    | Tillkomsttid | Historisk indelning    | Plats | Läge                 | ID-nr          | Bild                                 |
| --------------------------------- | -------------- | ------------ | ---------------------- | ----- | -------------------- | -------------- | ------------------------------------ |
| Ekelundsröret (Västra Torsås 1:1) | Röse           |              | Västra Torsås, Småland |       | 56.688930, 14.567634 | 10077200010001 | Ladda upp en bild av detta fornminne |
| Bockakullen (Västra Torsås 2:1)   | Stenkammargrav |              | Västra Torsås, Småland |       | 56.684351, 14.554668 | 10077200020001 | Ladda upp en bild av detta fornminne |
| Västra Torsås 4:1                 | Röse           |              | Västra Torsås, Småland |       | 56.695903, 14.581116 | 10077200040001 | Ladda upp en bild av detta fornminne |
| Västra Torsås 5:1                 | Röse           |              | Västra Torsås, Småland |       | 56.678079, 14.608441 | 10077200050001 | Ladda upp en bild av detta fornminne |
| Västra Torsås 6:1                 | Röse           |              | Västra Torsås, Småland |       | 56.696426, 14.578998 | 10077200060001 | Ladda upp en bild av detta fornminne |
| Västra Torsås 6:2                 | Röse           |              | Västra Torsås, Småland |       | 56.696572, 14.578643 | 10077200060002 | Ladda upp en bild av detta fornminne |
| Västra Torsås 6:3                 | Stensättning   |              | Västra Torsås, Småland |       | 56.696392, 14.578599 | 10077200060003 | Ladda upp en bild av detta fornminne |
| Västra Torsås 7:1                 | Röse           |              | Västra Torsås, Småland |       | 56.698359, 14.579871 | 10077200070001 | Ladda upp en bild av detta fornminne |
| Västra Torsås 10:1                | Gravfält       |              | Västra Torsås, Småland |       | 56.701094, 14.514454 | 10077200100001 | Ladda upp en bild av detta fornminne |
| Skenbackrna (Västra Torsås 11:1)  | Gravfält       |              | Västra Torsås, Småland |       | 56.702575, 14.510105 | 10077200110001 | Ladda upp en bild av detta fornminne |
| Västra Torsås 13:1                | Röse           |              | Västra Torsås, Småland |       | 56.697770, 14.582689 | 10077200130001 | Ladda upp en bild av detta fornminne |
| Västra Torsås 20:1                | Röse           |              | Västra Torsås, Småland |       | 56.670037, 14.609748 | 10077200200001 | Ladda upp en bild av detta fornminne |
| Västra Torsås 28:1                | Gravfält       |              | Västra Torsås, Småland |       | 56.689817, 14.574004 | 10077200280001 | Ladda upp en bild av detta fornminne |
| Örjans loge (Västra Torsås 104:1) | Hällristning   |              | Västra Torsås, Småland |       | 56.595203, 14.623533 | 10077201040001 | Ladda upp en bild av detta fornminne |
| Västra Torsås 122:1               | Stensättning   |              | Västra Torsås, Småland |       | 56.699680, 14.582655 | 10077201220001 | Ladda upp en bild av detta fornminne |
| Västra Torsås 202:1               | Röse           |              | Västra Torsås, Småland |       | 56.695288, 14.584053 | 10077202020001 | Ladda upp en bild av detta fornminne |
| Västra Torsås 203:1               | Stenkammargrav |              | Västra Torsås, Småland |       | 56.696116, 14.584086 | 10077202030001 | Ladda upp en bild av detta fornminne |
| Västra Torsås 204:1               | Stensättning   |              | Västra Torsås, Småland |       | 56.694592, 14.583921 | 10077202040001 | Ladda upp en bild av detta fornminne |
| Skatelöv 129:1                    | Röse           |              | Västra Torsås, Småland |       | 56.699774, 14.582808 | 10074701290001 | Ladda upp en bild av detta fornminne |